# Serena Williams
Pour les articles homonymes, voir Williams.
Ne pas confondre avec Venus Williams, sa sœur aînée, également joueuse de tennis.
Serena Jameka Williams est une joueuse de tennis américaine née le 26 septembre 1981 à Saginaw. Elle est la sœur cadette de Venus Williams.
Considérée comme l'une des plus grandes joueuses de tous les temps, elle a remporté 39 titres du Grand Chelem en simple et en double, soit 7 Open d'Australie, 3 Roland-Garros, 7 Wimbledon et 6 US Open en simple ; 4 Open d'Australie, 2 Roland-Garros, 6 Wimbledon et 2 US Open en double dames avec sa sœur Venus Williams et 1 Wimbledon et 1 US Open en double mixte.
En remportant son septième Open d'Australie le 28 janvier 2017, Serena Williams devient avec 23 succès l'unique recordwoman du nombre de titres remportés en simple dans les tournois du Grand Chelem durant l'ère Open (Novak Djokovic égalant puis dépassant ce record sur le circuit masculin lors de sa victoire à l'US Open 2023). Elle dépasse ainsi Steffi Graf (22 victoires) et n'est plus qu'à un succès du record de Margaret Smith Court dans l'histoire globale du tennis féminin. Elle a également remporté quatre médailles d'or olympiques : trois en double dames avec sa sœur aînée Venus (2000, 2008 et 2012) et une en simple remportée le 4 août 2012 à Wimbledon, lors des J.O. de Londres. L'ensemble de ces résultats font d'elle la première joueuse de l'histoire à avoir tout gagné en carrière, tournois du Grand Chelem et Jeux olympiques, en simple comme en double.
Sur deux années en 2002-2003, elle décroche les quatre tournois de Grand Chelem à la suite, performance inédite depuis Steffi Graf neuf ans auparavant qui lui vaut d'occuper la place de numéro 1 mondiale au classement WTA pendant 57 semaines consécutives. Relativement plus irrégulière de 2004 à 2007 pour cause de blessures et de manque de motivation, elle retrouve ce rang à trois autres occasions par la suite, en septembre 2008 et en février 2009, au bénéfice à chaque fois d'un nouveau succès en Grand Chelem (à l'US Open puis à l'Open d'Australie), puis à partir de février 2013 dans la foulée de son triplé Wimbledon-Jeux olympiques-US Open en 2012, un rang qu'elle a conservé jusqu'au 11 septembre 2016.
En s'imposant à Wimbledon en 2016, Serena Williams porte à 22 son total de titres en simple en Grand Chelem et égale le record de Steffi Graf dans l'ère Open. Elle réalise par ailleurs pour la deuxième fois (2014-2015), à douze années d'écart, l'exploit de remporter les quatre Majeurs à la suite sur deux saisons, des séries baptisées « Serena Slam ».
Serena Williams est la sœur cadette de Venus Williams, également numéro 1 mondiale en 2002. Serena s'est imposée dans dix-neuf de leurs trente-et-une confrontations sur le circuit, depuis le début de 1998. La rencontre les opposant en finale de l'US Open 2001 est la première finale de Grand Chelem de l'ère Open à voir s'affronter deux sœurs. Ce sont également les seules joueuses à s'être affrontées dans quatre finales de Grand Chelem consécutives. L'arrivée des sœurs Williams est considérée comme l'inauguration d'une nouvelle ère tennistique basée sur la puissance et l'athlétisme,.
Alors que Serena Williams est à 309 semaines cumulées dont 186 semaines consécutives (record codétenu par l'Allemande Steffi Graf) à la première place du classement de la WTA, elle est détrônée en septembre 2016 par l'Allemande Angelique Kerber. Elle retrouve le sommet du classement en janvier 2017 après sa septième victoire à l'Open d'Australie, et augmente son cumul à 319 semaines avant de mettre fin à sa saison en avril, pour donner naissance à l'enfant qu'elle attend avec son compagnon Alexis Ohanian. Leur fille, prénommée Alexis Olympia Ohanian Jr., naît le 1er septembre 2017, le couple se marie le 16 novembre 2017 et nait une deuxième fille, Adira River Ohanian le 22 août 2023.
Elle prend sa retraite sportive à l'issue du tournoi de l'US Open en septembre 2022. En août 2024, l'Association internationale de la presse sportive (AIPS), l'a élue meilleure athlète féminine de tous les sports des 100 dernières années,.
Serena Williams est l'athlète féminine la mieux payée au monde en 2016, avec plus de 29 millions de dollars de revenus. Elle l'est à nouveau en 2017 et est cette année la seule femme sur la liste Forbes des cent athlètes les mieux payés, avec cette fois 27 millions de dollars de revenus. Elle remporte le prix de la sportive de l'année aux Laureus World Sports Awards à quatre reprises, un record, en 2003, 2010, 2016 et 2018. En 2015, elle est nommée sportive de l'année par le magazine Sports Illustrated. Elle est l'athlète féminine la mieux rémunérée de tous les temps.
En 2025, elle reçoit le Prix Princesse des Asturies.

## Biographie
Serena Williams naît le 26 septembre 1981 à Saginaw (Michigan). Ses parents, Oracene Price et Richard Williams, seront ses entraîneurs plus tard. Elle est la plus jeune d'une fratrie de cinq filles : trois demi-sœurs du côté de sa mère d'un père différent, Yetunde, Lyndrea et Isha Price, et une sœur du même père, Venus. Elle a également cinq demi frères et sœurs du côté de son père issues de son premier mariage avec Betty Johnson : Sabrina, Richard III, Ronner, Reluss, Reneeka, puis un sixième demi frère issue du dernier mariage en date de son père avec Lakeisha Williams : Dylan. Quand les enfants sont jeunes, la famille déménage à Compton en Californie où elle commence à jouer au tennis, alors âgée de seulement quatre ans. Elle est scolarisée à domicile avec sa sœur Vénus.

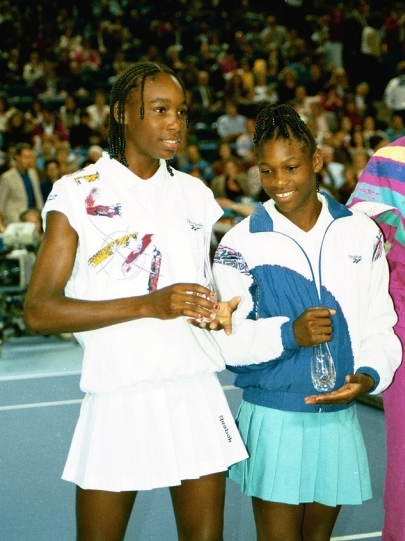
Serena et Venus à un événement organisé par Pam Shriver en 1993.

Lorsque Serena a neuf ans, la famille déménage à nouveau et part pour West Palm Beach en Floride afin qu'elle puisse fréquenter l'académie de tennis de Rick Macci, qui lui fournit des bases supplémentaires. Rick Macci n'est pas toujours d'accord avec le père Williams, mais respecte comment « il traitait ses filles comme des enfants, [il] leur permettait d'être des petites filles ». Richard cesse d'envoyer ses filles aux tournois nationaux de tennis junior lorsque Serena a dix ans, car il veut qu'elles « aillent doucement » et se concentrent sur le travail scolaire. Les expériences rapides de racisme influencent également cette décision, en effet il entend des parents blancs parler des sœurs Williams de manière désobligeante durant plusieurs tournois. À cette époque, Williams a un palmarès de 46 victoires pour 3 défaites sur le circuit junior de la Fédération de tennis des États-Unis et est classée no 1 parmi les joueuses de moins de 10 ans en Floride. En 1995, alors que Serena est en neuvième année (en quatrième), son père retire ses filles de l'académie de Macci et reprend tous les entraînements à domicile. En 2000, à une question leur demandant s'il n'aurait pas été plus avantageux pour eux d'avoir suivi la voie normale du circuit junior, Serena répond que « Tout le monde fait des choses différentes. Je pense que pour Venus et moi, nous avons juste essayé une route différente, et cela a fonctionné pour nous. »
Le film La Méthode Williams retrace leur enfance et leur ascension vers la gloire.

## Style de jeu

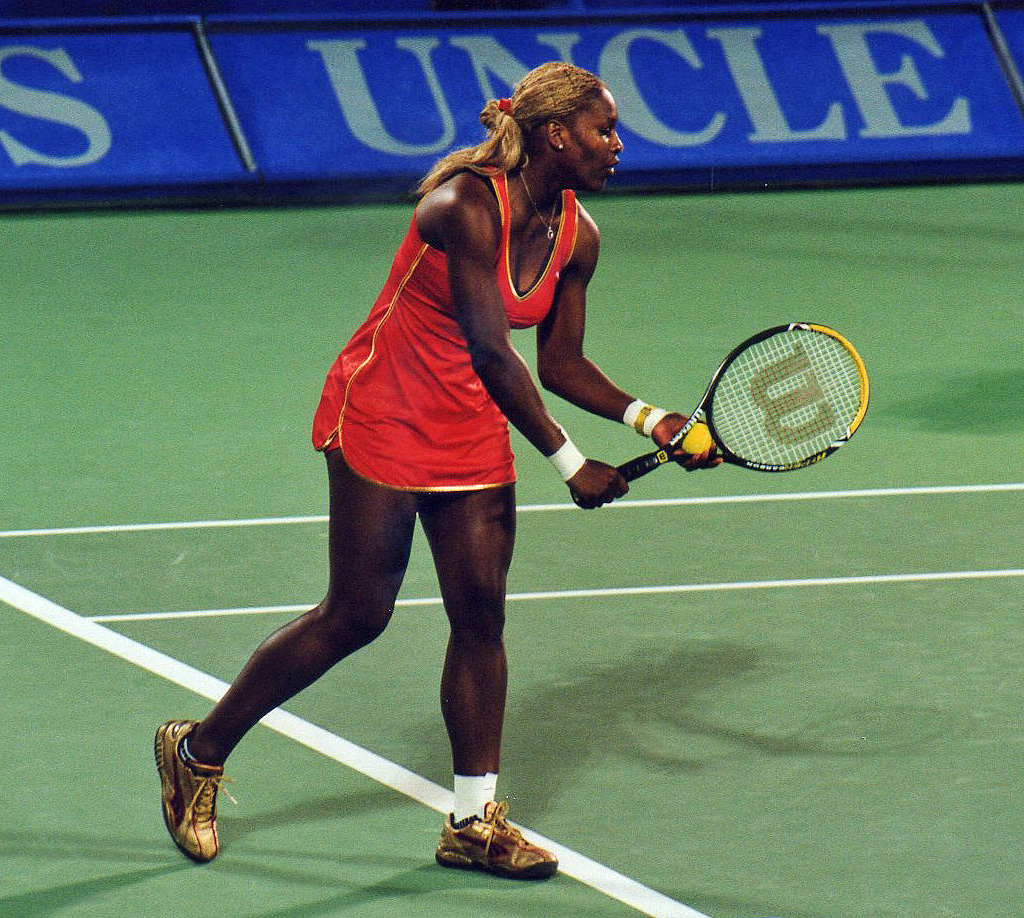
Serena Williams au service lors du tournoi de Sydney en 2002.

Son jeu est fondé sur un service et des coups de fond de court très puissants. Serena et sa sœur ont été parmi les premières joueuses à utiliser les frappes puissantes et risquées de fond de court. Elles ont des préparations très tôt en coup droit comme en revers. Serena aime prendre le contrôle des échanges après une bonne première balle et cherche à faire le point en quelques coups de raquettes. Son service est considéré comme l'un des meilleurs du monde car elle peut le frapper fort sur la première balle et jouer très lifté sur la seconde. Son revers est puissant et souvent frappé à plat avec beaucoup de consistance. Son coup droit est également très puissant, cependant, elle a tendance à faire beaucoup de fautes en coup droit en début de match ou lorsqu'elle est sous pression. Sa volée est sûrement son point faible, même si elle s'est beaucoup améliorée au fil des années. Lorsque c'est nécessaire, Serena est capable de venir conclure les points au filet.
Serena Williams n'est pas la première joueuse à pratiquer un tennis d'attaque "à plat", en puissance et sans variations: c'est Monica Seles qui popularisa ce style de jeu. En revanche, c'est bien Serena qui a porté ce style à un stade d'aboutissement et d'efficacité absolument inégalé. Elle, ainsi que d'autres joueuses telles que Lindsay Davenport, Maria Sharapova, Kim Clijsters ou encore Simona Halep, ont littéralement façonné le jeu en fonction de leur propre style. Serena Williams, en tant que joueuse la plus dominante de cette période, est notamment en grande partie la cause de la quasi-disparition du slice du tennis féminin, vers la fin des années 2000, avant sa renaissance dix ans plus tard grâce à Ashleigh Barty.
Ce type de jeu s'exprime à merveille sur surface dure, mais connaît quelques difficultés sur terre battue même si, peu importe la surface, elle est crainte par toutes les joueuses.
Son mental lui a permis de se sortir de situations compliquées, comme en témoigne le fait d'avoir remporté trois Grands Chelems en sauvant des balles de match (ce qui est un record).

## Carrière tennistique

### Débuts sur le circuit WTA et premier titre duGrand Chelem
Serena Williams débute sur le circuit professionnel à l'âge de 14 ans, en septembre 1995 au tournoi de Québec. Cependant, elle échoue en qualifications, battue par sa compatriote Annie Miller sur un double 1-6.
Elle fait son retour sur le circuit en octobre 1997 où elle entre pour la première fois dans le tableau final d'un tournoi WTA à Moscou. Elle est éliminée dès le premier tour par la récente quart de finaliste de l'Open d'Australie Kimberly Po, en deux manches. Néanmoins, elle réussit par la suite le premier coup d'éclat de sa carrière au tournoi de Chicago. Bénéficiant d'une wild card, elle affronte Elena Likhovtseva au premier tour et la bat en deux sets 6-3, 7-5. C'est sa première victoire sur le circuit WTA. Au second tour, elle élimine Mary Pierce, tête de série no 5 et 7e joueuse mondiale, encore en deux sets 6-3, 7-6. Elle continue son parcours en éliminant Monica Seles no 4 mondiale en quart de finale (4-6, 6-1, 6-1). Alors 304e à la WTA, Serena Williams bat deux top 10 et se qualifie pour la demi-finale du tournoi pour affronter Lindsay Davenport, no 5 mondiale. Son parcours s'arrête là, battue 4-6, 4-6 par son adversaire qui gagnera le tournoi. Elle termine l'année pour la première fois dans le top 100, à la 99e place.
Elle commence la saison 1998 sur les mêmes bases. À Sydney elle se qualifie pour les quarts de finale où elle retrouve Lindsay Davenport. Cette fois-ci, Serena Williams prend sa revanche et se qualifie 1-6, 7-5, 7-5 pour sa deuxième demi-finale. Elle est dominée par la future lauréate Arantxa Sánchez Vicario (2-6, 1-6). Elle participe ensuite à son premier tournoi du Grand Chelem, à l'Open d'Australie. Elle est éliminée au second tour par sa sœur Venus 64-7, 1-6 après avoir éliminé la tête de série no 6 Irina Spîrlea en trois sets. Durant ce tournois, elle et sa sœur Venus déclarent pouvoir battre des joueurs du top 200. Karsten Braasch, alors classé 203e joueur mondial et âgé de près de 15 ans de plus que les deux joueuses, accepte le défi et remporte les deux manches 6-1 et 6-2, respectivement face à Serena et Venus, en n'ayant qu'une seule balle de service, et non sans avoir grillé une cigarette lors d'un changement de côté, comme à son habitude. De ses propres dires, il s'était préparé au jeu en ayant participé à une partie de golf, tout en sirotant quelques panachés glacés. Elle confirme en atteignant les quarts de finale à Miami avant de logiquement s'incliner face à la no 1 mondiale Martina Hingis en la poussant au tie-break dans la troisième manche. Elle se qualifie à nouveau pour les quarts de finale à Rome, battue à nouveau par sa sœur (4-6, 2-6). Elle atteint les huitièmes de finale à Roland-Garros, battue par Arantxa Sánchez (6-4, 5-7, 3-6) qui remportera le titre. Elle s'incline au 3e tour à Wimbledon devant Virginia Ruano Pascual. Mais elle remporte son premier titre du Grand Chelem en double mixte avec Max Mirnyi. La paire remporte ensuite l'US Open. Elle réalise une progression impressionnante et finit l'année no 20 mondiale à 17 ans.
La saison 1999 signe le début d'une moisson de titres au fil des années. Après avoir atteint le troisième tour à l'Open d'Australie, éliminée par Sandrine Testud (2-6, 6-2, 7-9), elle remporte son premier titre WTA à l'Open Gaz de France en éliminant pas moins de 4 Françaises, Nathalie Tauziat, Julie Halard-Decugis, Nathalie Dechy puis Amélie Mauresmo en finale 6-2, 3-6, 7-6. Puis elle enchaîne à Indian Wells où elle élimine notamment Lindsay Davenport (6-4, 6-2), tête de série no 2 et Mary Pierce (7-5, 7-6), tête de série no 6 avant d'affronter Steffi Graf tête de série no 5 en finale. Breakée dans la troisième manche, Serena parvient à prendre le match à son compte et gagne en trois sets (6-3, 3-6, 7-5), ce qui reste comme l'une des rares confrontations entre les deux joueuses les plus titrées en Grand Chelem de l’ère Open. Elle continue sa série d'invincibilité en atteignant la finale à Miami en écartant Seles no 3 (6-2, 6-3) et Hingis no 1 (6-4, 7-6). Après 16 matchs remportés de suite, elle s'incline à nouveau face à Venus 1-6, 6-4, 4-6.
En Grand Chelem, elle déçoit à Roland-Garros où elle est éliminée au troisième tour par Mary Joe Fernández. Blessée, elle ne participe pas à Wimbledon. Elle revient néanmoins en forme puisqu'elle remporte le tournoi de Los Angeles, battant Arantxa Sánchez, Hingis et en finale Julie Halard-Decugis le tout en deux manches. Elle se retrouve alors dans de bonnes dispositions pour l'US Open qu'elle commence en tant que tête de série no 7. Elle bat au premier Kimberly Po facilement, avant de commencer à éprouver des difficultés sur son parcours en perdant à chaque fois un set contre Kim Clijsters au troisième tour, Conchita Martínez et la tête de série no 4, Monica Seles en quart. Elle affronte et bat à nouveau la tête de série no 2 Lindsay Davenport (6-4, 1-6, 6-4) pour se qualifier pour sa première finale en Grand Chelem. Lors de cette finale, elle supporte la pression à domicile, et réussit à battre la no 1 mondiale, Martina Hingis (6-3, 7-6) remportant ainsi le premier tournoi du Grand Chelem de sa carrière,.

### 2002 à 2003 - Au sommet du tennis, Grand Chelem sur deux années et numéro 1 mondiale
Serena Williams commence la saison 2002 après une saison 2001 un peu décevante, bien qu'elle soit 6e mondiale. Serena arrive en finale au tournoi de Scottsdale, en ayant battu la tête de série no 2 Martina Hingis en trois manches, puis vainc également en trois manches la tête de série no 1 Jennifer Capriati, prenant ainsi de la confiance pour la suite.
Vers fin mars, elle remporte le tournoi de Miami en tant que tête de série no 8, en battant facilement (6-4, 6-0) la Suissesse Martina Hingis en quart, puis sa sœur Venus (6-2, 6-2) en demie, et enfin à nouveau Jennifer Capriati (7-5, 7-64), ne perdant aucun set du tournoi et confirmant sa bonne forme.

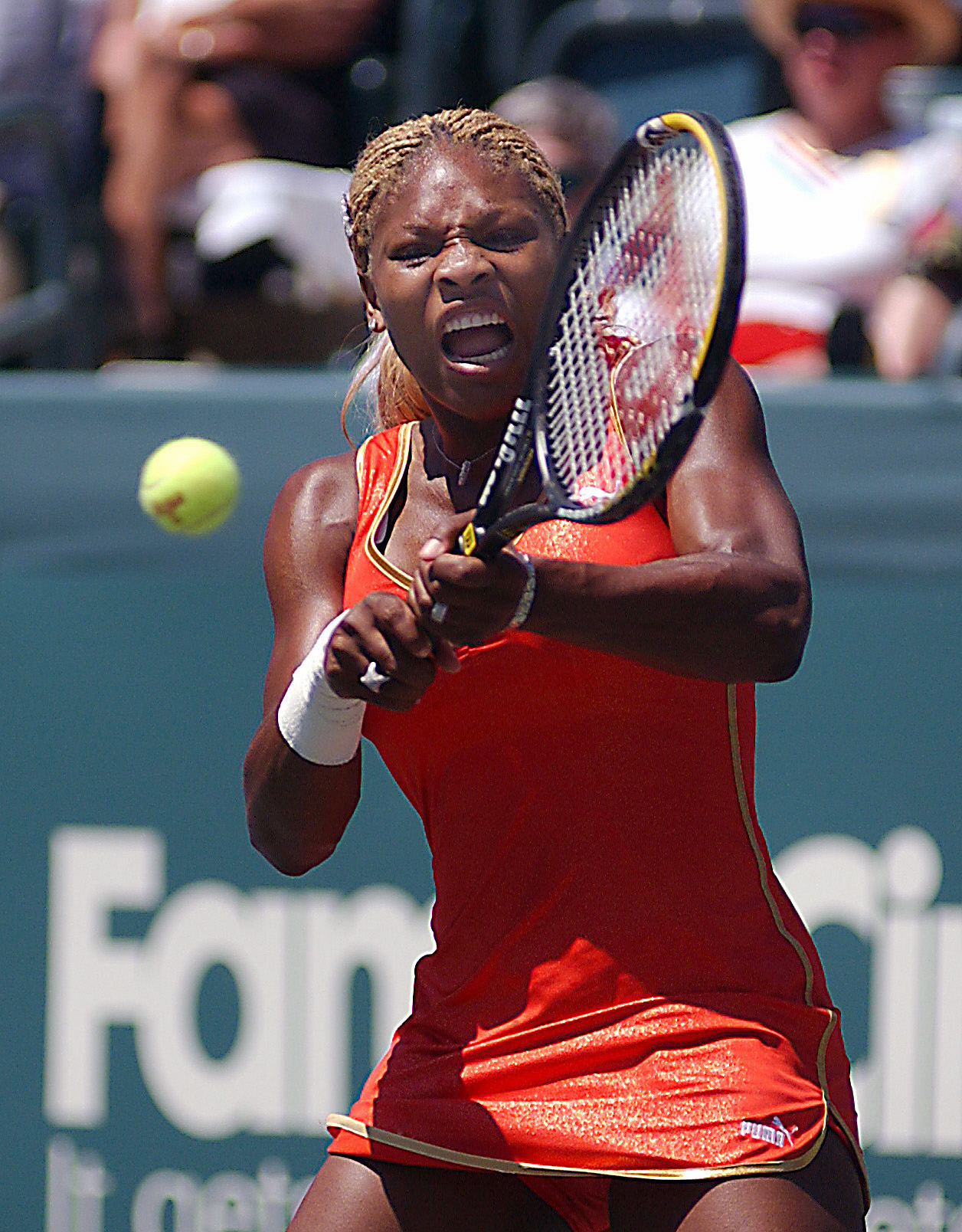
Serena Williams lors de la Family Circle Cup à Charleston en 2002.

L'Américaine commence sa saison sur terre battue à Charleston, où elle perd en quart de finale contre Patty Schnyder, alors qu'elle était menée d'une manche. Serena participe ensuite au tournoi de Berlin où elle profite en quart du forfait d'Amélie Mauresmo pour arriver facilement en finale, où elle perd (2-6, 6-1, 65-7) face à Justine Henin. Elle poursuit en s'alignant à Rome où elle parvient à prendre sa revanche en finale contre Henin (7-66, 6-4), en ayant battu au préalable Anastasia Myskina en quart, et Jennifer Capriati (6-2, 3-6, 7-5) en demi-finale dans un match compliqué.
Serena se présente donc à Roland-Garros comme l'une des favorites à la victoire finale après ses bons tournois de préparation et en tant que tête de série no 3. Elle déroule dans ses trois premiers matchs, avant de rencontrer en huitièmes de finale la Russe Vera Zvonareva qu'elle bat malgré la perte du premier set (4-6, 6-0, 6-1). En quart, elle domine (6-1, 6-1) la Française Mary Pierce, puis peine en demi-finale à nouveau contre la tenante du titre et tête de série no 1, Jennifer Capriati. Elle remporte finalement son match (3-6, 7-62, 6-2) et se qualifie pour sa première finale aux Internationaux de France. Elle fait face à sa sœur Venus Williams tête de série no 2, qu'elle arrive à battre (7-5, 6-3) en 1 h 31 malgré un premier set serré, remportant le 2e tournoi du Grand Chelem de sa carrière et le premier à Roland-Garros.
Elle remporte dans la foulée le tournoi de Wimbledon en battant en finale à nouveau Venus Williams, tête de série no 1, (7-64, 6-3). En ayant dominé sa partie de tableau, en quart contre Daniela Hantuchová (6-3, 6-2) et en demi-finale, Amélie Mauresmo tête de série no 9, (6-2, 6-1).
Pour le dernier tournoi du Grand Chelem à l'US Open, elle enchaîne à nouveau en tant que tête de série no 1. Elle se qualifie facilement jusqu'en demi-finale où elle affronte Lindsay Davenport tête de série no 4, qu'elle bat (6-3, 7-5) et se qualifie pour la finale sans perdre de set. Elle bat à nouveau sa sœur Venus tête de série no 2, (6-4, 6-3). Elle remporte ainsi son 3e titre du Grand Chelem de la saison, et le deuxième à Flushing Meadows après l'édition 1999.
Par la suite, elle remporte coup sur coup en deux semaines deux tournois à Tokyo en battant en finale (2-6, 6-3, 6-3) Kim Clijsters, puis à Leipzig en battant Justine Henin en demi-finale (6-4, 6-2) et enfin (6-3, 6-2) en finale la Russe Anastasia Myskina.
Pour le dernier tournoi de sa riche saison, elle participe au Masters. En tant que grande favorite, elle bat en demi-finale Jennifer Capriati en trois manches mais perd (5-7, 3-6) face à Kim Clijsters.
Elle termine l'année pour la première fois à la 1re place mondiale, ce qui signe le début du règne des sœurs Williams.
Elle commence la saison 2003 par l'Open d'Australie en tant que tête de série no 1. Elle éprouve des difficultés dès le premier tour contre la Française Émilie Loit mais finit par s'imposer en trois manches (3-6, 7-65, 7-5). Cette victoire difficile lui permet de jouer sereinement par la suite. Elle domine ses adversaires jusqu'en demi-finale. À ce stade, elle affronte la Belge Kim Clijsters qui l'avait battue au Masters. L'Américaine en vient à bout (4-6, 6-3, 7-5) très difficilement et se qualifie pour la finale où elle fait face à la tête de série no 2 Venus Williams. Elle la bat (7-64, 3-6, 6-4) dans un match également compliqué, montrant sa force de caractère et de soif de titre. Elle remporte pour la première fois le titre à Melbourne, et s'offre un Grand Chelem réalisé sur deux années.
En février pour l'Open Gaz de France, elle s'invite tranquillement en finale, et bat la Française Amélie Mauresmo en deux sets secs. Vers fin mars, elle réussit à conserver son titre au tournoi de Miami en perdant seulement un set en finale (4-6, 6-4, 6-1) contre sa compatriote, Jennifer Capriati dans un match plutôt serré, alors que durant tout le tournoi Serena déroulait face à ses adversaires.
L'Américaine commence sa saison sur terre battue à Charleston comme l'année précédente, se qualifiant pour la finale en éliminant Lindsay Davenport, mais perdant en deux manches contre Justine Henin. Elle ne participe pas à Berlin, mais s'inscrit à Rome où elle parvient jusqu'en demi-finale et perd contre Amélie Mauresmo en trois manches.
Alors tenante du titre à Roland-Garros, elle remporte facilement ses premiers matchs, prenant sa revanche de Rome contre Mauresmo en quart, mais perd (2-6, 6-4, 5-7) en demi-finale dans un match compliqué contre la Belge Justine Henin, future lauréate.
Enfin pour son dernier tournoi de l'année à cause d'une blessure qui la contraint à déclarer forfait pour le reste de la saison, elle participe à la défense de son titre à Wimbledon en tant que tête de série no 1. Elle bat d'abord Elena Dementieva en huitième, puis à nouveau Jennifer Capriati (2-6, 6-2, 6-3) et en demi-finale Justine Henin tête de série no 3, (6-3, 6-2) assez facilement pour arriver jusqu'en finale. Là, elle fait à nouveau face à sa sœur Venus Williams tête de série no 2, qu'elle bat (4-6, 6-4, 6-2) lors d'un combat acharné surtout dans les deux premières manches, remportant ainsi son deuxième titre à Wimbledon.

### 2004 à 2006 - Déclin sur le circuit
Serena, opérée du genou gauche en 2003, a progressivement changé de priorité, passant d'une vie totalement dédiée au tennis à une attitude beaucoup plus fashion ou show-biz qui n'a cessé de faire jaser.
Elle commencera la saison 2004, en gagnant plutôt facilement le tournoi de Miami, en évinçant Maria Sharapova et pulvérisant (6-1, 6-1) en finale Elena Dementieva.
À Roland-Garros alors tête de série numéro 2, elle perd en quart de finale (3-6, 6-2, 3-6) contre sa compatriote Jennifer Capriati.
Elle atteint la finale à Wimbledon en écrasant toute la concurrence, prenant sa revanche en quart (6-1, 6-1) contre Capriati, puis éprouvant plus de difficultés puisqu'elle perd son premier set du tournoi (64-7, 7-5, 6-4) mais parvient à s'imposer contre Amélie Mauresmo. Elle perdra sèchement (1-6, 4-6) contre la nouvelle super star du tennis, la Russe Maria Sharapova de tout juste 17 ans.
Au cours de cette période, elle reste malgré tout une joueuse incontournable du monde tennistique. On notera son quart de finale disputé à l'US Open en 2004 face à Jennifer Capriati (6-2, 4-6, 4-6), au cours duquel les décisions d'arbitrage en sa défaveur sont légion. Trois fautes grossières d'arbitrage interviennent dans le seul dernier jeu alors que Jennifer Capriati sert à 5-4 pour le match. De toute évidence Serena aurait dû égaliser à 5 partout, ce qui aurait relancé complètement le match. Jennifer Capriati reconnaîtra le forfait à demi-mot lors de l'interview finale. Serena se sentira volée, et l'arbitre de chaise du match sera exclue de la quinzaine new-yorkaise. Ce match a d'ailleurs beaucoup contribué à la mise en place de l'arbitrage vidéo dans le tennis.
Elle remporte en septembre le tournoi de Pékin en battant Svetlana Kuznetsova en trois manches. Enfin au Masters de Los Angeles, elle ne perd qu'un match de poule contre Lindsay Davenport (6-3, 5-7, 1-6), ce qui ne l'empêchera pas de se qualifier pour les demies, où elle battra la Française Amélie Mauresmo (4-6, 7-62, 6-4) dans un match très serré. Elle sera vaincue en trois manches (6-4, 2-6, 4-6) à nouveau par Maria Sharapova qui l'avait battue à Wimbledon.
Ses écarts médiatiques ne l'ont cependant pas empêchée de décrocher un improbable titre à Melbourne en 2005 face à Lindsay Davenport tête de série numéro 1 (2-6, 6-3, 6-0) lors de la finale. En ayant battu sur son chemin la tête de série numéro 2 Amélie Mauresmo (6-2, 6-2) en quart de finale, puis en demi-finale dans un match titanesque de 159 minutes contre Maria Sharapova tête de série numéro 4, finit au bout du suspense (2-6, 7-5, 8-6) qui marquera son retour en Grand Chelem, alors qu'elle était menée 2-6, 4-5.
Mais elle accumule alors les forfaits, les amendes (400 000 dollars pour l'instant) et les kilos en trop. « J'ai besoin de temps supplémentaire pour jouer à mon meilleur niveau » assène-t-elle à ceux qui remettent en question ses ambitions sur le circuit[réf. nécessaire].
En 2006, elle vient défendre son titre à l'Open d'Australie sans aucun match de préparation et chute au 3e tour face à Daniela Hantuchová (1-6, 65-7). Son classement dégringole alors au-delà de la 50e place mondiale, et elle déclare forfait pour les tournois d'Anvers, Dubaï et Miami. Après s'être retirée du tournoi de Charleston (Tier I), elle sort du top 100 pour la première fois en presque neuf ans. Elle annonce peu de temps après qu'elle ne participera pas à Roland-Garros ni à Wimbledon en raison d'une blessure chronique au genou. Elle annonce son retour pour la fin de l'été, citant les ordres des médecins.

### Juillet 2006 - Retour sur le circuit
Serena a participé à l'Open de Cincinnati en juillet, ce qui représentait son retour sur le circuit. Elle a remporté ses trois premiers matchs assez facilement, (6-2, 6-2) face à Anastasia Myskina (tête de série numéro 2 et 10e mondiale) au premier tour, puis (6-3, 6-1) face à Bethanie Mattek au deuxième tour; (6-2, 6-2) face à Amy Frazier en quarts de finale, avant de chuter (2-6, 3-6) face à Vera Zvonareva en demi-finale, future lauréate. Ce retour gagnant est de bon augure pour Serena, qui malgré sa défaite en demi-finale, a prouvé au monde du tennis qu'elle était encore capable de gagner des matchs, dont un face à une joueuse du top 10.
Ces résultats lui permettent de faire un bond de 31 places dans le classement WTA. De la 139e place, elle grimpe à la 108e place mondiale. Puis elle atteint une nouvelle fois les demi-finales au tournoi de Los Angeles, où elle bute sur Jelena Janković. À l'US Open, Serena bénéficie d'une wild-card et est éliminée au 4e tour par Amélie Mauresmo (no 1 mondiale) (4-6, 6-0, 2-6), après avoir battue Daniela Hantuchová 7-5, 6-3 et Ana Ivanović 6-4, 6-2 aux 2e et 3e tours. À noter que dans la première manche de son match contre Hantuchová, Serena était menée 5-2 avant de remporter les 5 jeux suivants et la manche. Elle est maintenant au 87e rang mondial. Elle décide de ne pas jouer la fin de la saison pour guérir certaines blessures.

### 2007 - Retour au plus haut niveau
Sans titre depuis sa victoire à Melbourne en 2005, Serena se montre plus assidue à la tâche et participe au tournoi d'Hobart, préparatoire aux Internationaux d'Australie. Elle y est éliminée dès les quarts par la modeste Sybille Bammer (6-3, 5-7, 3-6)[réf. nécessaire].
En janvier 2007, Serena Williams participe donc à l'Open d'Australie, et remporte à cette occasion le 8e titre du Grand Chelem de sa carrière en simple, le 3e à Melbourne. Pendant la quinzaine, elle pratique un tennis de rêve en battant en huitième Jelena Janković (6-3, 6-2), passant près de l'élimination (3-6, 6-2, 8-6) en quart contre Shahar Peer, puis la tête de série numéro 10 Nicole Vaidišová (7-65, 6-4). Enfin, elle remporte la finale contre Maria Sharapova tête de série numéro 1, qu'elle bat sèchement en 63 minutes (6-1, 6-2). Elle marque ainsi son retour au plus haut niveau, atteignant après son succès le 14e rang mondial, et démontre qu'elle n'est pas encore une joueuse « finie » comme plusieurs le prétendaient.
De même, le 1er avril, elle remporte le tournoi de Miami en sauvant deux balles de match contre Justine Henin en finale (0-6, 7-5, 6-3), non sans avoir préalablement balayé Maria Sharapova en huitièmes (6-1, 6-1) : elle remporte là son 4e titre sur l'île de Key Biscayne et le 28e de sa carrière.
L'Américaine commence sa saison sur terre battue à Charleston, où elle est contrainte à l'abandon dès son premier match face à Chan Yung-jan, alors qu'elle était menée 3-5 dans la première manche à la suite d'une blessure aux adducteurs.
Serena semble être rétablie pour jouer le premier tour de la Fed Cup face à la Belgique aux côtés de sa sœur Venus Williams. La cadette des sœurs donne un point aux États-Unis en battant Caroline Maes en deux sets 6-1, 6-4. Serena ne pourra pas jouer son deuxième match étant blessée.
Serena renonce aussi à jouer au tournoi de Berlin à cause de sa blessure à l'aine mais s'aligne à Rome où elle s'arrête en quarts de finale, battue en trois sets par Patty Schnyder (3-6, 6-2, 65-7).
Serena se présente donc à Roland-Garros comme l'une des favorites à la victoire finale. Dès le 1er tour, l'Américaine peine face à la jeune Bulgare Tsvetana Pironkova, s'en sortant cependant en 3 sets 5-7, 6-1, 6-1. Le 2e tour sera plus convaincant face à Milagros Sequera, puisqu'elle l'emportera en deux sets 6-0, 7-63 malgré une belle résistance de la Vénézuélienne. Au 3e tour, Serena connaît quelques difficultés mais s'en sort finalement en 2 sets face à la néerlandaise Michaëlla Krajicek 6-3, 6-4.
Elle déroule en huitièmes de finale face à la Russe Dinara Safina qu'elle bat en deux sets secs 6-2, 6-3, mais s'incline en quarts de finale face à la Belge Justine Henin en deux sets (4-6, 3-6), la Belge qui aura déroulé sans difficulté lors de la quinzaine parisienne. Serena déclarera qu'elle n'a jamais aussi mal joué dans un quart de finale en Grand Chelem.
Elle sera aussi battue en quarts par cette même Justine Henin à Wimbledon (4-6, 6-3, 3-6) et à l'US Open (63-7, 1-6), mais étant blessée et arrivant sans préparation, elle ne pouvait pas jouer le tennis qu'on lui connaît, tout en n'acceptant pas ces défaites.
Au tournoi de Moscou, elle arrive jusqu'en finale en ayant battue Kuznetsova mais perdra (7-5, 1-6, 1-6) contre Elena Dementieva.
En novembre: les Masters à Madrid : Serena abandonne sur blessure au milieu du 1er match. Elle est remplacée par la 10e mondiale, la Française Marion Bartoli, qui sera battue 6-0, 6-0 par Justine Henin.

### 2008 - Un retour au premier plan et la place de numéro 1 retrouvée
Lors de l'Open d'Australie, elle atteint les quarts de finale où elle s'incline 3-6, 4-6 face à la Serbe Jelena Janković, numéro 4 mondiale.
Elle remporte ensuite coup sur coup le tournoi de Bangalore contre Patty Schnyder et le tournoi de Miami en battant Janković en finale (6-1, 5-7, 6-3), après avoir battu en quart Justine Henin et en demi-finale Svetlana Kuznetsova en trois manches, égalant ainsi le record de cinq trophées jusque-là détenu par l'Allemande Steffi Graf dans ce même tournoi.

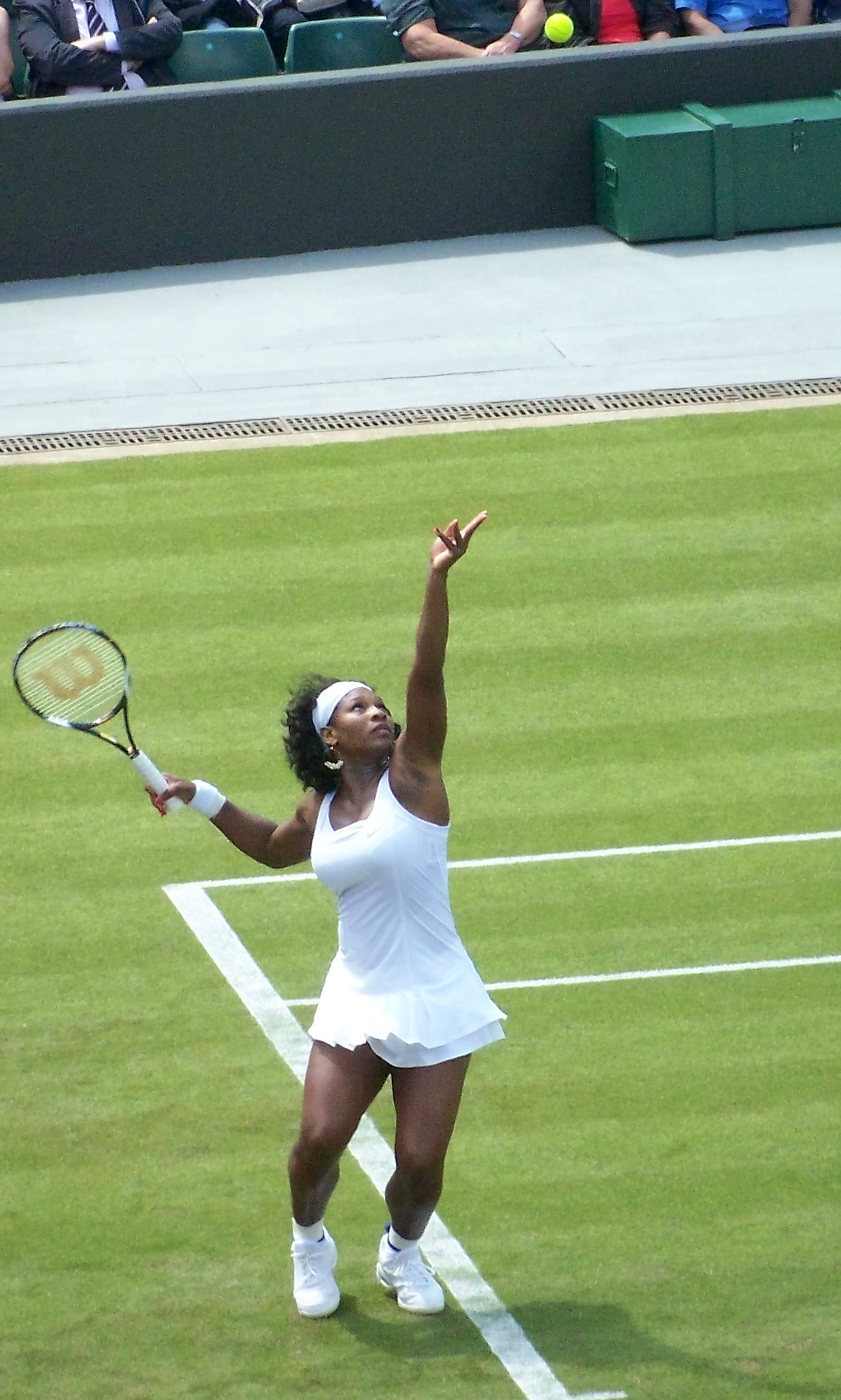
Serena Williams au service lors d'un match au tournoi de Wimbledon en 2008.

Elle continue sur sa lancée et remporte pour la première fois de sa carrière le tournoi de Charleston en battant en finale la Russe Vera Zvonareva en 3 sets (6-4, 3-6, 6-3) et s'annonce donc comme outsider importante pour le titre Porte d'Auteuil. Après treize victoires consécutives, elle s'incline en quart de finale à Berlin, battue au tie-break du troisième set face à Dinara Safina (6-2, 1-6, 65-7), future gagnante du tournoi. Puis à Rome, elle déclare forfait avant son match en quart contre la qualifiée Alizé Cornet.
À Paris, elle déçoit énormément en s'inclinant au troisième tour face à la Slovène Katarina Srebotnik sur le score de (4-6, 4-6).
À Wimbledon, Serena échoue en finale contre sa sœur Venus sur le score de (5-7, 4-6), mais n'avait pas perdu un seul set avant d'atteindre la finale. Elle remporte dans la même journée le titre en double avec sa sœur.
Revenue sur le circuit pour le tournoi de Stanford, Serena abandonne lors de son match des demi-finales face à Aleksandra Wozniak à cause d'une blessure au genou. Elle arrive à court de préparation pour disputer les Jeux olympiques, seule épreuve qu'elle n'a jamais remportée en simple. Après deux premiers tours convaincants, elle souffre face à la Française Alizé Cornet (3-6, 6-4, 6-4), puis s'incline en quarts de finale face à la future médaillée d'or olympique, Elena Dementieva (6-3, 4-6, 3-6). En revanche, elle glane une nouvelle médaille d'or en double aux côtés de sa sœur, comme à Sydney en 2000.
L'US Open débute sur un fait inédit : 6 joueuses peuvent devenir no 1 mondiale à l'issue de ce tournoi, dont Serena, classée 3e. Déjà double gagnante à New York, elle se qualifie aisément pour les quarts de finale, où elle retrouve Venus pour leur 18e confrontation. Serena l'emporte en deux sets très disputés (7-66, 7-67) dans un match de très grand niveau et d'une très grande intensité. Serena aura sauvé 10 balles de sets contre sa sœur. En demi-finale, Serena bat facilement Dinara Safina (6-3, 6-2). En finale, elle remporte le titre en s'imposant (6-4, 7-5) face à Jelena Janković, contre qui elle avait perdu en quarts à l'Open d'Australie. Cette victoire lui permet de redevenir numéro 1 mondiale le 8 septembre, cinq ans après avoir quitté cette place. Avec ce 9e Majeur, elle devient aussi la 8e joueuse la plus titrée en Grand Chelem de l'histoire, ex æquo avec Maureen Connolly et Monica Seles. Elle annonce après ce titre qu'elle veut arriver à un nombre à deux chiffres en Grand Chelem dès 2009.
À la suite d'une légère blessure au genou, Serena ne reviendra à la compétition qu'aux Masters de Doha. Elle remporte son premier match aisément contre Dinara Safina (6-4, 6-1) mais est ensuite battue par sa sœur 7-5, 1-6, 0-6. À la suite de cette défaite, elle déclare forfait à cause d'une blessure aux abdominaux, terminant l'année sur un forfait comme l'année précédente. Elle finit la saison 2008 à la place de numéro 2 mondiale.

### 2009 - Meilleure saison depuis 2002-2003 et joueuse la plus riche de l'Histoire

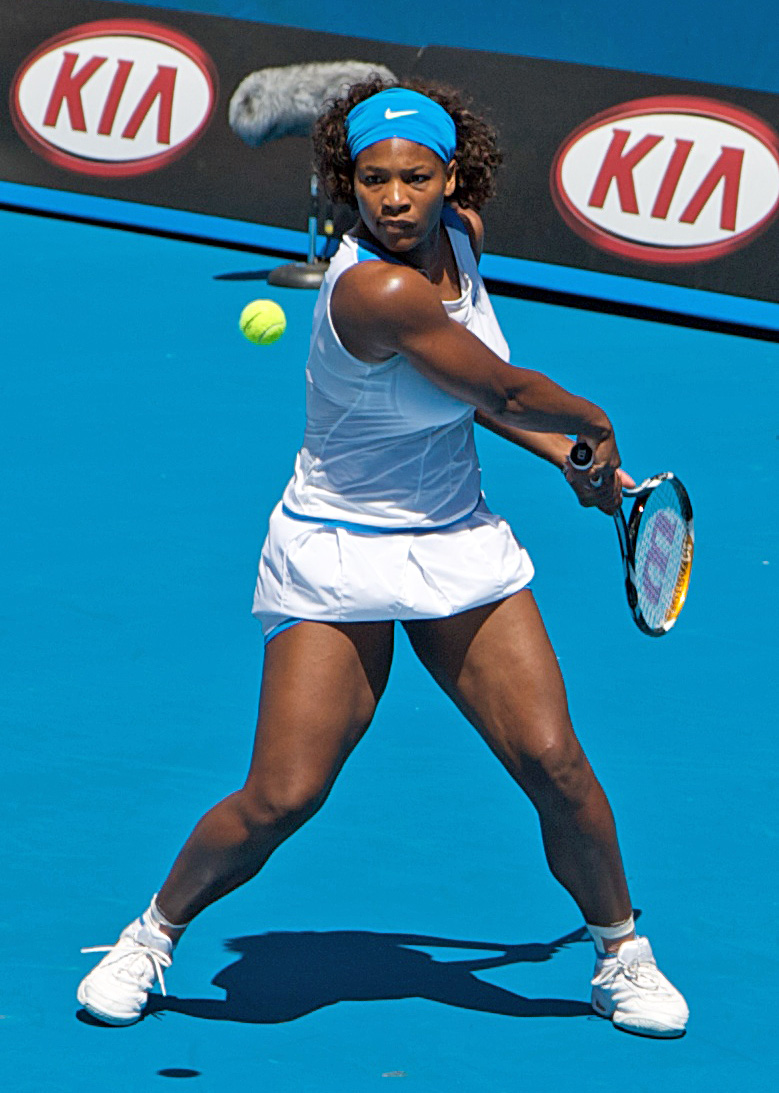
Serena Williams à l'Open d'Australie en 2009.

Serena Williams commence l'année à Sydney. Elle s'incline en demi-finales contre la future vainqueur Elena Dementieva (3-6, 1-6) après avoir sauvé des balles de match au premier tour contre Samantha Stosur (6-3, 64-7, 7-5) et en quart contre Caroline Wozniacki (65-7, 6-3, 7-63). Elle remporte ensuite l'Open d'Australie pour la quatrième fois de sa carrière. Après trois tours passés facilement, elle est bousculée par la Biélorusse Victoria Azarenka, qui remporte la première manche 6-3 mais qui doit abandonner au second set, touchée par une forte insolation. En quart, elle frôle l'élimination puisqu'elle est menée 5-7, 3-5 par Svetlana Kuznetsova, mais elle s'impose finalement 5-7, 7-5, 6-1. En demi-finale, elle retrouve Dementieva et cette fois, Serena prend sa revanche en s'imposant (6-3, 6-4). En finale, elle retrouve Dinara Safina en quête de son premier succès en Grand Chelem, mais le match tourne court puisque Serena s'impose 6-0, 6-3 en moins d'une heure. En plus de remporter son 10e tournoi du Grand Chelem, elle redevient numéro 1 mondiale à l'issue de ce tournoi.
Elle enchaîne avec deux demi-finales à l'Open Gaz de France (forfait) puis à Dubaï (défaite face à sa sœur Venus) : 1-6, 6-2, 63-7, future vainqueur. Absente à Indian Wells, tournoi qu'elle boycotte depuis 2001, elle fait son retour à Miami, tournoi qu'elle a déjà remporté à cinq reprises. Après un parcours difficile avec notamment des victoires en trois sets contre Zheng Jie (7-5, 5-7, 6-3), Li Na (4-6, 7-61, 6-2) et sa sœur Venus (6-4, 3-6, 6-3), elle perd en finale face à Victoria Azarenka dans un match où Serena était blessée à la cuisse gauche.
Sa saison sur terre battue européenne est catastrophique puisqu'elle ne gagne pas un seul match en trois tournois. À Roland-Garros, elle parvient malgré tout en quart, mais s'incline face à la future gagnante Svetlana Kuznetsova après un match très disputé (63-7, 7-5, 5-7).
À Wimbledon, elle passe facilement les premiers tours puis prend sa revanche sur Azarenka en quarts (6-2, 6-3). En demi-finale, elle doit sauver des balles de match contre Elena Dementieva mais elle s'impose au finish et au mental 64-7, 7-5, 8-6. En finale, elle retrouve sa sœur, qui est double tenante du titre. Elle prend sa revanche sur la finale de l'année passée (7-63, 6-2), remportant ainsi son troisième titre à Wimbledon. Elle complète ce succès avec une victoire en double aux côtés de sa sœur.
Après une tournée américaine moyenne pour son statut, elle arrive à l'US Open, où elle se qualifie aisément pour les demi-finales. Elle rencontre Kim Clijsters, qui a fait son retour pendant l'été à la compétition après une absence pour cause de maternité. Cette dernière s'impose en deux sets (4-6, 5-7) face à une Serena à son meilleur niveau, même si ce match sera marqué par un incident qui vaut à Serena d'être éliminée à la suite d'un point de pénalité,.
Au tournoi de Pékin, elle s'incline au 3e tour face à Nadia Petrova. Elle remporte ensuite le Masters pour la deuxième fois de sa carrière après une victoire sur Venus Williams (6-2, 7-64) en finale, après avoir remporté tous ses matchs précédent. Grâce à ce succès, la cadette des sœurs Williams devient la tenniswoman qui a empoché le plus gros montant de gains en carrière. Elle reprend également la place de numéro 1 mondiale à Dinara Safina et termine ainsi l'année au sommet du classement pour la première fois depuis 2002. Grâce à deux titres du Grand Chelem en simple et trois en double, Serena Williams devient la première joueuse depuis Martina Hingis en 1999 à être désignée championne du monde à la fois en simple et en double.

### 2010 - Les sœurs Williams au sommet

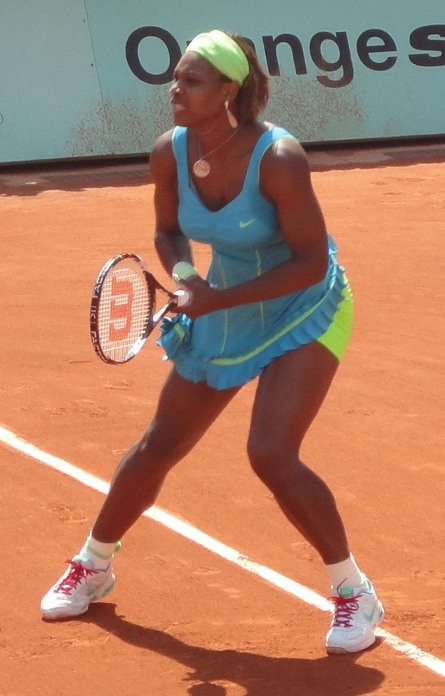
Serena Williams pendant le tournoi de Roland-Garros en 2010.

À l'image de la saison précédente, Serena Williams démarre par le tournoi de Sydney, où elle s'incline nettement face à Elena Dementieva (3-6, 2-6) en finale, après avoir frôlé la défaite en demi-finale face à la Française Aravane Rezaï qu'elle a battue 3-6, 7-5, 6-4 en étant menée 3-6, 2-5[réf. nécessaire].
À l'Open d'Australie, elle déroule jusqu'en quart, où elle retrouve Victoria Azarenka. Après avoir été dominée pendant un set et demi (4-6, 0-4 pour la Biélorusse), elle renverse la vapeur et finit par s'imposer 4-6, 7-64, 6-2. En demi-finale, elle passe l'obstacle Li Na au terme de deux tie-breaks. Elle retrouve en finale la revenante Justine Henin, pour une quatorzième confrontation face à la joueuse Belge, mais la première en finale d'un Grand Chelem. En sortant victorieuse de son duel face à Henin (6-4, 3-6, 6-2), Serena décroche son douzième titre majeur, égalant Billie Jean King. Aux côtés de sa sœur Venus, elle conserve également son titre en double, en battant la paire numéro 1 mondiale Black-Huber en deux sets (6-4, 6-3). Elle devient également la première joueuse depuis Martina Navrátilová à remporter au moins un titre du Grand Chelem au cours de trois décennies différentes, et ce en simple comme en double.
Blessée au genou, elle s'absente du circuit pendant près de trois mois. Elle déclare en effet forfait pour les tournois de Paris, Dubaï, Miami, Charleston et Marbella.[réf. nécessaire]
Serena Williams fait son retour sur le circuit à Rome, où elle atteint les demi-finales. Elle perd néanmoins à ce stade contre Jelena Janković sur le score de 4-6, 6-3, 7-65 en faveur de la Serbe, qui a dû effacer des balles de match au passage. À Madrid, Serena Williams joue, au second tour, le plus long match de sa carrière en éliminant la Russe Vera Dushevina (62-7, 7-65, 7-65) après 3h26. Elle cède toutefois en huitièmes face à Nadia Petrova, 6-4, 2-6, 3-6. Elle a également pris part à ce tournoi en double avec sa sœur afin de se préparer pour Roland-Garros. La paire triomphe sans perdre le moindre set et de ce fait se classe no 2 au monde, leurs ultimes adversaires étant l'équipe tête de série numéro 8 composée de Gisela Dulko et de Flavia Pennetta.
À Roland-Garros, Serena Williams est sortie en quarts de finale par Samantha Stosur, tombeuse de Justine Henin au tour précédent, sur le score de 2-6, 7-62, 6-8. Par ailleurs, grâce à la victoire obtenue en finale du double dames, elle occupe conjointement avec sa sœur Venus la première place mondiale en double dès la fin de la deuxième levée du Grand Chelem,.
Le 4 juillet, elle remporte pour la quatrième fois le tournoi de Wimbledon en battant (6-3, 6-2) la Russe Vera Zvonareva, et après avoir battu la Chinoise Li Na tête de série numéro 9 en quart (7-5, 6-3) puis Petra Kvitová en demi-finale également en deux manches,.
À la suite d'une blessure au pied début juillet (débris de verre dans un restaurant), Serena Williams est obligée de déclarer forfait pour toute la tournée américaine ainsi que pour le dernier Grand Chelem de la saison. Cependant, la défaite de Caroline Wozniacki en demi-finale de l'US Open lui permet de conserver son rang de numéro 1 mondiale. Elle perd sa place de numéro 1 pendant le tournoi de Pékin au profit de Caroline Wozniacki et finit l'année à la 4e place mondiale.

### 2011 - Complications médicales et retour gagnant
Serena Williams subit un début de saison 2011 difficile dans le circuit WTA. Ne s'étant toujours pas remise de sa blessure survenue en juillet 2010, elle est obligée de déclarer forfait pour la Coupe Hopman ainsi que l'Open d'Australie, et rétrograde de la 4e à la 12e place mondiale au classement WTA faute de n'avoir pu défendre son titre.
Le 2 mars, Serena Williams est hospitalisée d'urgence à cause d'un hématome faisant suite à un traitement pour une embolie pulmonaire diagnostiquée quelques jours avant.
C'est en juin qu'elle annonce son retour. Tout comme sa sœur Venus, les deux ex-stars du circuit WTA retrouvent enfin le chemin des courts lors du tournoi d'Eastbourne, préparatif à Wimbledon. Elle y chute dès le deuxième tour face à Vera Zvonareva, alors 3e joueuse mondiale, au terme d'un match de plus de trois heures.
À Wimbledon, Serena alors tenante du titre s'incline dès les huitièmes de finale face à Marion Bartoli (3-6, 66-7). L'Américaine chute alors à la 175e place au classement WTA en juillet.
Au tournoi de Stanford (Premier Event) fin juillet 2011, Serena retrouve sa forme habituelle. Elle y remporte son premier titre depuis Wimbledon 2010 après avoir dominé notamment Maria Sharapova (6-1, 6-3), Sabine Lisicki (6-1, 6-2) et Marion Bartoli (7-5, 6-1) en ne perdant qu'un set du tournoi.
Elle confirme son retour gagnant en remportant quinze jours plus tard l'Open du Canada (Premier Event 5) à Toronto face à Samantha Stosur (6-4, 6-2), seule joueuse du top 10 avec Azarenka (en demie 6-3, 6-3) qu'elle aura dû affronter lors de cette édition. C'est seulement son deuxième titre dans le plus important tournoi canadien, dix ans après sa victoire contre Jennifer Capriati.
À l'US Open, Serena élimine la tête de série no 1 Caroline Wozniacki en demi-finale (6-2, 6-4), après avoir battu la 5e Victoria Azarenka au troisième tour (6-1, 7-65) et retrouve de nouveau l'Australienne Samantha Stosur 10e mondiale, en finale. Mais contrairement à Toronto deux semaines auparavant, l'Américaine ne parvient pas à mettre son jeu en place et perd vite son sang froid, invectivant l'arbitre à plusieurs reprises. Elle perd sa 17e finale de Grand Chelem en deux sets (2-6, 3-6), mais progresse au 14e rang mondial en septembre 2011,.

### 2012 - Quadruplé Wimbledon, JO, US Open et Masters en simple
Elle se montre plutôt convaincante durant les trois premiers matchs qu'elle dispute à l'Open d'Australie, mais subit une cruelle défaite en huitième de finale (2-6, 3-6), face à la Russe Ekaterina Makarova, 56e joueuse mondiale.
Elle participe ensuite au tournoi de Miami, où elle s'incline en quart de finale (4-6, 4-6) face à Caroline Wozniacki.
À Charleston, elle remporte facilement le tournoi en battant Lucie Šafářová (6-0, 6-1) en finale. C'est son quarantième titre sur le circuit WTA.[réf. nécessaire]
À Madrid, sur la terre battue bleue, elle réalise une semaine impressionnante, évinçant Caroline Wozniacki (1-6, 6-3, 6-2) et Maria Sharapova (6-1, 6-3) en quart, et remporte le titre face à la numéro 1 mondiale Victoria Azarenka (6-1, 6-3).
À Rome, elle continue d'impressionner mais déclare forfait peu avant sa demi-finale face à la Chinoise Li Na, souffrant dans le bas du dos.[réf. nécessaire]

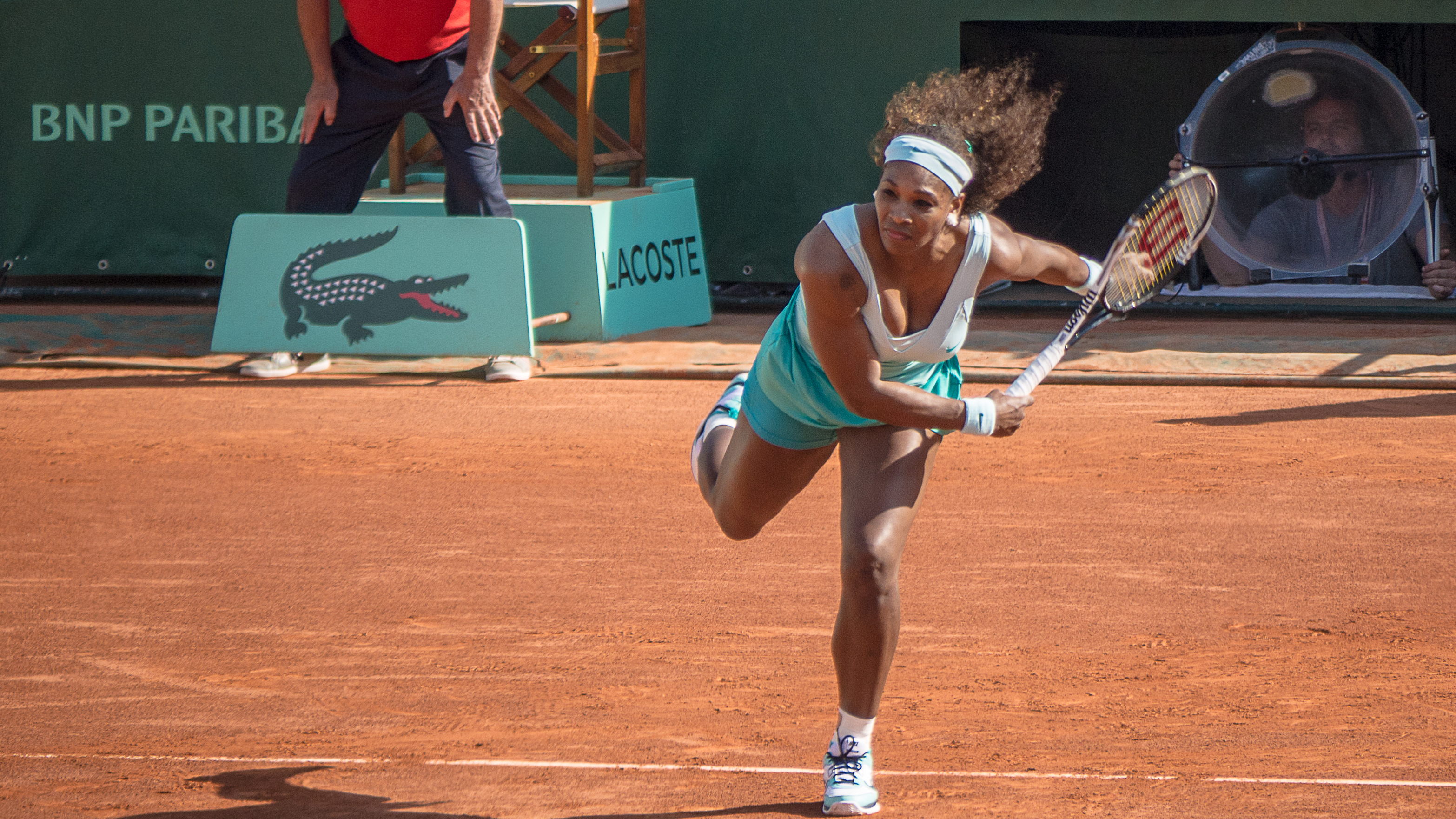
Serena Williams lors de Roland-Garros en 2012.

À Roland-Garros, elle perd après plus de 3 heures d'affrontement face à la Française Virginie Razzano au 1er tour du tournoi (6-4, 65-7, 3-6). Il s'agit de sa première défaite lors d'un premier tour d'un tournoi du Grand Chelem. Deux jours après cette défaite, elle décide de s'entraîner avec le français Patrick Mouratoglou.
Lors du tournoi de Wimbledon, elle remporte son 14e titre du Grand Chelem en 3 sets, 6-1, 5-7, 6-2, face à la Polonaise Agnieszka Radwańska 3e mondiale. Après avoir éliminé la 4e mondiale Petra Kvitová en quart et la no 2 mondiale, Victoria Azarenka (6-3, 7-66). Elle remporte le même jour son 5e Wimbledon en double avec sa sœur Venus. Il s'agit de son 13e Grand Chelem en double. Au cours du tournoi, elle bat le record du nombre d'aces chez les femmes au cours d'un match (24 en demi-finale contre Azarenka) et au cours du tournoi (102 au total).
Serena Williams remporte le tournoi de Stanford juste après avoir remporté Wimbledon, en battant en finale l'Américaine Coco Vandeweghe (7-5, 6-3), une Lucky Loser. C'est sa quarante-troisième victoire sur le circuit WTA. Elle rejoint ainsi sa sœur Venus.[réf. nécessaire]
Elle participe aux Jeux olympiques d'été de Londres et réalise un parcours exceptionnel. En tournoi simple, elle bat au premier tour Jelena Janković, numéro 1 en 2008, (6-3, 6-1). Elle bat ensuite au 2e tour Urszula Radwańska (6-2, 6-3). Au troisième tour, elle affronte Vera Zvonareva et s'impose 6-1, 6-0. En quart de finale, elle rencontre l'ex numéro 1 Caroline Wozniacki dont elle se défait facilement (6-0, 6-3). En demi-finale, elle joue contre la numéro 1 mondiale, Victoria Azarenka mais ne lui laisse aucune chance et remporte le match (6-1, 6-2). Elle se retrouve alors en finale face à Maria Sharapova qu'elle bat (6-0, 6-1). Elle remporte ainsi la médaille d'or des Jeux olympiques 2012. Serena fait également un parcours sans faute en double dames qu'elle joue avec sa sœur Venus Williams. Elles se hissent jusqu'en finale en écartant la Roumanie (Sorana Cîrstea et Simona Halep), l'Allemagne (Angelique Kerber et Sabine Lisicki), l'Italie (Sara Errani et Roberta Vinci) tête de série numéro 2 et la Russie (Maria Kirilenko et Nadia Petrova) pour atteindre leur troisième finale du double dames des Jeux olympiques en trois participations. Les sœurs conservent leur titre olympique dans le double dames des Jeux de Londres, en battant les Tchèques Andrea Hlaváčková et Lucie Hradecká en deux sets 6-4, 6-4, à Wimbledon. C'est le troisième titre pour les sœurs Williams qui avaient été sacrées à Sydney en 2000 et à Pékin en 2008,. De plus, elle devient aussi la première joueuse de tennis à remporter les 4 tournois du grand chelem en simple, en double ainsi que l'or olympique en simple et en double.
Au tournoi de l'US Open, Serena Williams défait toutes ses adversaires, sans égarer un seul set et en ne perdant seulement que 19 jeux en 6 matchs (presque 3 jeux par match en moyenne), avant d'affronter en finale la numéro 1 mondiale Victoria Azarenka. C'est la revanche des dernières demi-finales du tournoi de Wimbledon et des Jeux olympiques de Londres, au cours desquelles Serena Williams avait battu facilement la joueuse Biélorusse. Au premier set, Serena prend d'entrée le service de son adversaire pour mener rapidement 3-0. Elle reprend ensuite un second service d'Azarenka pour finalement emporter ce set 6-2.
Malmenée dans le deuxième set qu'elle perd 6-2, elle se retrouve tout près de la défaite lorsque V. Azarenka mène 5 jeux à 3 dans le set ultime. Serena Williams parvient finalement à s'imposer (7-5), elle remporte ainsi son 4e US Open et son 15e titre en Grand Chelem. Par ailleurs, elle devient la troisième joueuse de l'ère Open à réaliser le triplé Wimbledon-JO-US Open après Steffi Graf en 1988 et sa sœur Venus en 2000,.
Aux Masters d'Istanbul, elle arrive en grande favorite. Elle gagne ses trois matchs de poule, contre Angelique Kerber (6-4, 6-1), Li Na (7-62, 6-3) puis la numéro 1 mondiale Victoria Azarenka (6-4, 6-4), malgré un jeu assez décevant, avec un service moins performant qu'à son habitude en 2012. En demies, elle élimine sans difficulté Agnieszka Radwańska 6-2, 6-1 en tout juste une heure, avant de remporter en finale son troisième Masters en battant Maria Sharapova (6-4, 6-3) en une heure et demie qui a toujours autant de mal à battre l'Américaine.

### 2013 - Retour à la première place mondiale et triplé Roland Garros, Us Open et Masters en simple
Williams commence sa saison par le tournoi de Brisbane. Elle balaye successivement Varvara Lepchenko (6-2, 6-1), Alizé Cornet (6-2, 6-2), Sloane Stephens (6-4, 6-3) avant de bénéficier du forfait de Victoria Azarenka en demi-finale. Elle s'adjuge le tournoi en battant Anastasia Pavlyuchenkova (6-2, 6-1) et sans concéder le moindre set de la semaine.[réf. nécessaire]
Elle arrive donc en favorite à l'Open d'Australie. Lors de son premier tour, elle élimine Edina Gallovits (6-0, 6-0) mais se tord violemment la cheville dans le premier set. Au tour suivant, elle évince Garbiñe Muguruza (se blessant au passage la lèvre en se donnant un coup de raquette). Elle écrase ensuite Ayumi Morita (6-1, 6-3) et Maria Kirilenko (6-2, 6-0) et avance en quarts de finale. Pour la première fois de sa carrière, Williams s'incline contre une joueuse Américaine plus jeune qu'elle, en la personne de Sloane Stephens (6-3, 5-7, 4-6) en 2h17, après s'être une nouvelle fois blessée, au dos cette fois-ci,. La victoire d'Azarenka en finale l'empêche alors de devenir numéro 1 mondiale.
Williams participe ensuite au tournoi de Doha. Malgré une défaite en finale face à la tenante du titre et numéro 1 mondiale Victoria Azarenka (66-7, 6-2, 3-6), elle reprend sa place à cette dernière au sommet de la hiérarchie du tennis féminin.
Puis, du 19 au 30 mars, elle participe à l'Open de Miami, qu'elle remporte pour la sixième fois de sa carrière après une longue finale contre Maria Sharapova (4-6, 6-3, 6-0) en 2h08, confortant ainsi sa place de numéro 1 mondiale. Lors de cette semaine, elle battra Dominika Cibulková en trois manches, la tête de série numéro 5 Li Na (6-3, 7-65) en 1h50 et Agnieszka Radwańska tête de série numéro 4.
Cette victoire de Serena Williams est un nouveau record que la joueuse affiche à son tableau de chasse. En effet, elle est la première joueuse à emporter six fois le tournoi de Miami, dépassant ainsi le record de cinq victoires qu'elle détenait avec Steffi Graf.
Elle enchaîne ensuite sur la terre battue verte du tournoi de Charleston dont elle est tenante du titre. Un tournoi marqué par deux matchs en une journée pour Serena ainsi que pour Venus. Les deux sœurs se retrouvent en demi finale Serena s'impose très facilement en laissant seulement 3 petits jeux à son aînée. En finale, elle bat Jankovic en trois manches (3-6, 6-0, 6-2) en 1h55. Elle s'impose pour la deuxième fois de suite à Charleston.
Serena Williams est de retour sur la terre battue ocre de Madrid avec sa place de numéro 1 mondiale en danger. L'Américaine montre un niveau de jeu satisfaisant battant Yulia Putintseva avec un tie-break, Lourdes Domínguez Lino et Maria Kirilenko avant d'affronter l'Espagnole Anabel Medina Garrigues. Un match de grande intensité où Williams encaisse un 6-0 dans la deuxième manche mais s'impose 7-5 au troisième set, passant à deux points de la défaite à 4-5, 30-30. En demi finale, elle bat Sara Errani (7-5, 6-2) et rencontre Maria Sharapova en finale avec la place de numéro 1 en jeu. C'est la troisième confrontation de l'année entre les deux joueuses qui tourne une nouvelle fois à l'avantage de Williams. Elle s'impose en deux sets 6-1, 6-4 en 1h18, et conforte sa place de numéro 1 mondiale.
Elle remporte ensuite le tournoi de Rome face à Victoria Azarenka (6-1, 6-3) en 1h33, 11 ans après sa seule et unique victoire à Rome.

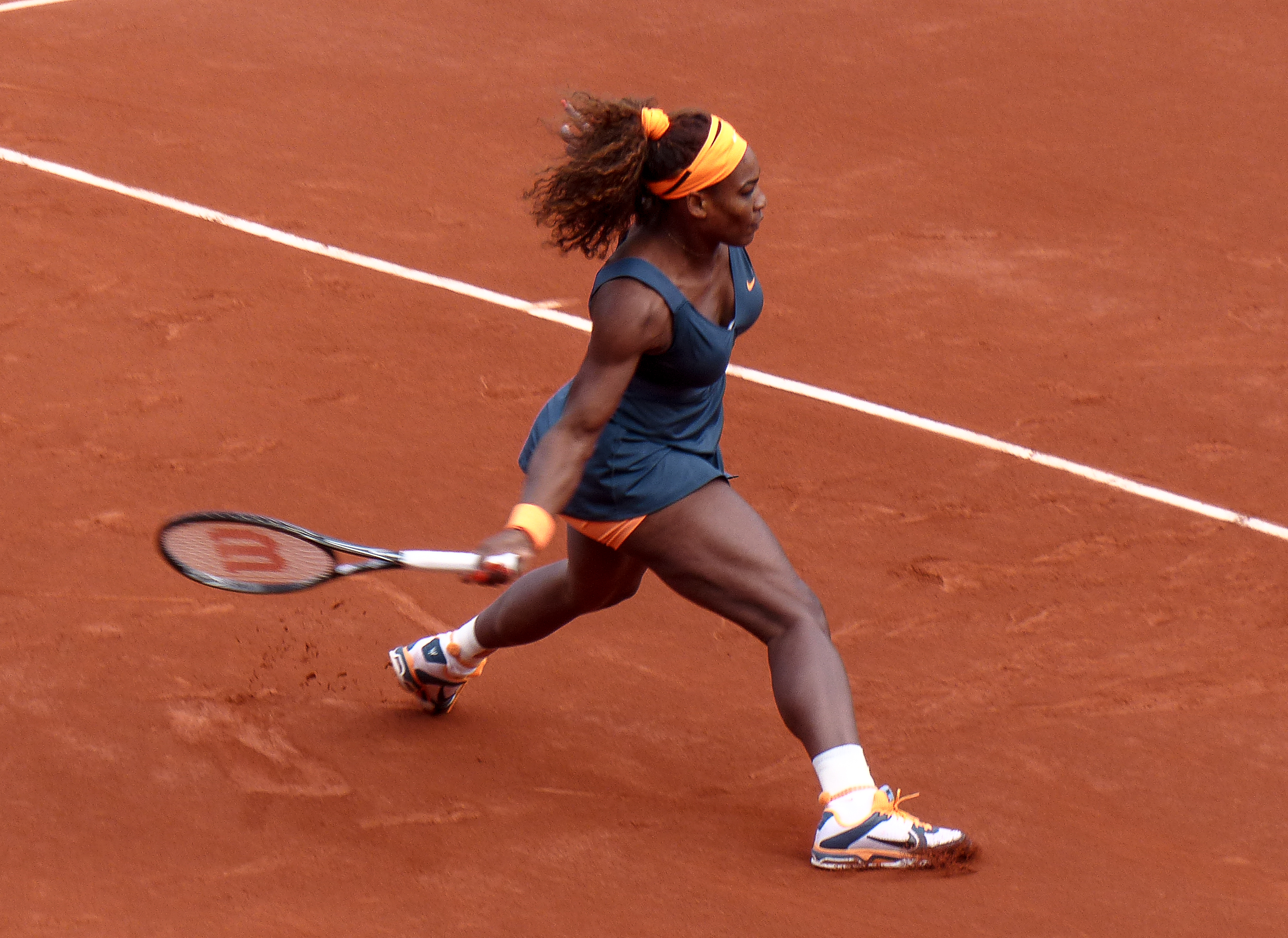
Serena Williams au tournoi de Roland-Garros en 2013.

Elle participe aux Internationaux de France qu'elle n'a remporté qu'une seule fois, en 2002, face à sa sœur Venus Williams. Elle passe facilement le premier tour en éliminant la Géorgienne Anna Tatishvili par 6-0, 6-1, en 51 minutes. Au deuxième tour, elle bat la Française Caroline Garcia, s'impose au troisième tour face à la Roumaine Sorana Cîrstea et évince l'Italienne Roberta Vinci en huitièmes de finale. En quarts de finale, elle bat en trois sets la Russe Svetlana Kuznetsova (6-1, 3-6, 6-3), lui proposant pour la première fois du tournoi de la résistance. En demi-finale, elle affronte l'Italienne et cinquième joueuse mondiale, Sara Errani, qu'elle domine 6-0, 6-1 en 46 minutes. Elle atteint ainsi pour la première fois depuis onze ans la finale du tournoi parisien, où elle retrouve la Russe et deuxième joueuse mondiale, Maria Sharapova, qu'elle bat (6-4, 6-4) en 1 heure et 46 minutes en concluant par un ace à 198 km/h sur la balle de match. Elle remporte ainsi son deuxième titre à Roland-Garros et son 16e titre du Grand Chelem en simple, à 31 ans. Serena Williams comptabilise à ce moment 31 victoires consécutives.
Alors qu'elle semblait promise à un sixième sacre sur le gazon londonien, elle est éliminée à la surprise générale en huitième de finale par la tête de série no 23, l'Allemande Sabine Lisicki, future finaliste, sur le score de (2-6, 6-1, 4-6) qui aura réalisé un excellent match. Elle arrête ainsi une série de 34 victoires consécutives.
Par la suite, elle remporte deux nouveaux tournois. D'abord, à Båstad mi-juillet, sur terre battue, elle ne perd aucun set et bat Johanna Larsson en finale. Puis, le 11 août, elle remporte la coupe Rogers, également sans concéder un seul set du tournoi ; au bénéfice de ce 54e succès, elle surpasse Monica Seles au nombre de titres remportés sur le circuit WTA.
Aux ESPY Awards, Serena Williams est élue meilleure athlète féminine de l'année ainsi que meilleure joueuse de tennis de l'année.
Elle enchaîne ensuite par le tournoi de Cincinnati où elle se hisse encore en finale où elle doit s'incliner contre sa dauphine, Azarenka, en finale (6-2, 2-6, 66-7) en deux heures et demie de jeu.
Elle remporte donc les US Open Series devançant notamment Azarenka et Radwanska.

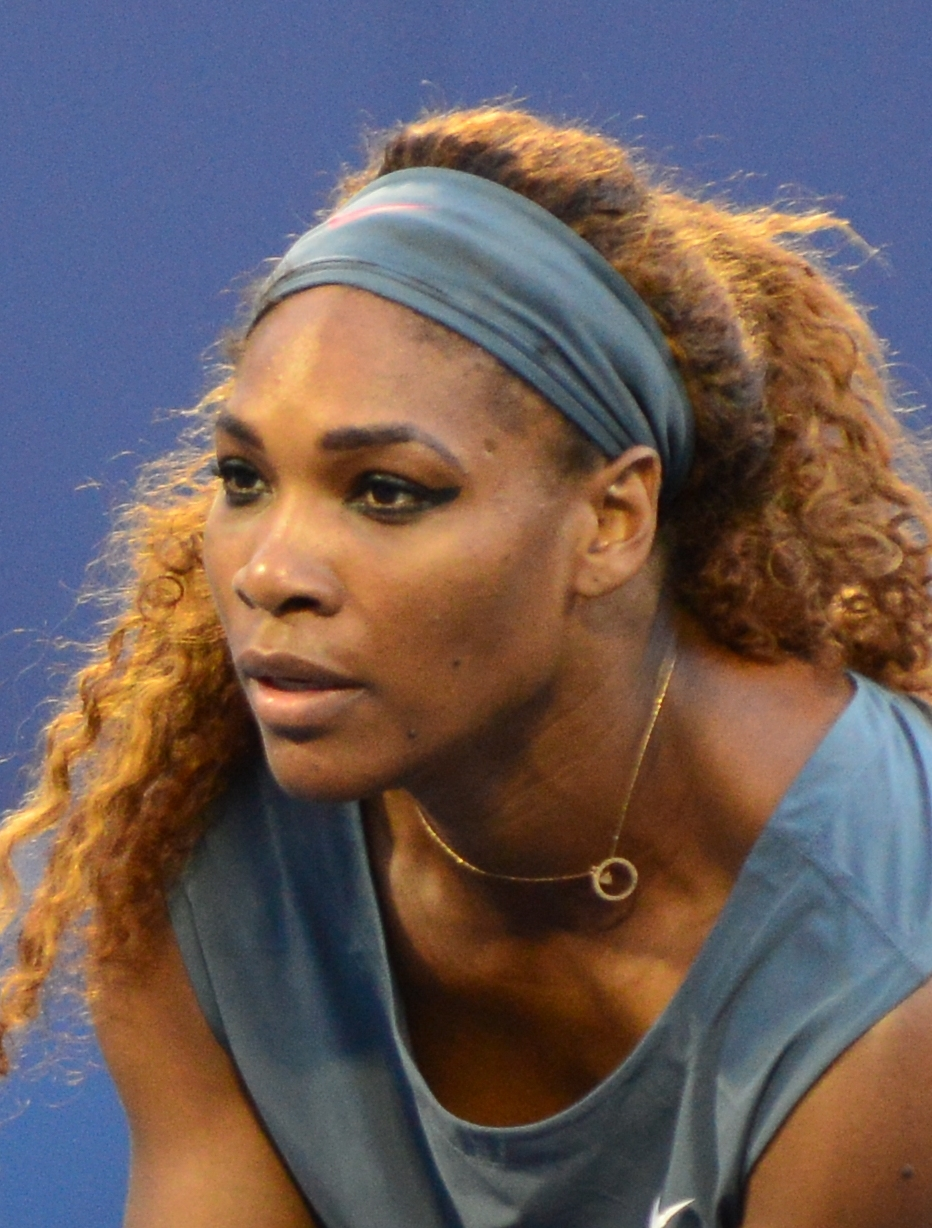
Serena Williams à l'US Open 2013.

À l'US Open, Williams dispose facilement de Schiavone, Voskoboeva et Shvedova. En huitième de finale, elle prend sa revanche sur sa compatriote Sloane Stephens (6-4, 6-1), avant d'écraser Carla Suárez Navarro (6-0, 6-0) puis la 6e mondiale, Li Na (6-0, 6-3). Elle retrouve une nouvelle fois Victoria Azarenka en finale, pour un remake de la finale de 2012. Elle s'impose en trois sets (7-5, 66-7, 6-1) après 2h45 d'un combat tendu et acharné, remportant ainsi son 17e Grand Chelem et son 5e US Open. Elle empoche par la même occasion un chèque record de 3,6 millions de dollars. Il est à noter que Williams barre pour la troisième fois consécutive la route vers le titre à Flushing Meadows à Azarenka,.
Elle s'adjuge son 10e titre de la saison en dominant en finale du tournoi WTA de Pékin la Serbe Jelena Janković, 6-2, 6-2. Il s'agit du 56e tournoi gagné en simple par la cadette des sœurs Williams et son troisième Premier Mandatory consécutif de la saison.
Serena Williams achève sa saison par un sacre au Masters, son quatrième. En poule elle bat tranquillement ses adversaires qui sont : Angelique Kerber, Agnieszka Radwańska et Petra Kvitová. En demi-finale, elle éprouve plus de mal, puisqu'elle perd un set (6-4, 2-6, 6-4) contre Jelena Janković en plus de deux heures, et en finale contre Li Na en également deux heures (2-6, 6-3, 6-0) et perdant un deuxième set. Elle bat son propre record, en étant la joueuse la plus âgée à remporter le Masters en simple, à 32 ans,. Il s'agit de la meilleure saison de sa carrière, avec un total de onze titres glanés, terminant logiquement l'année au premier rang de la hiérarchie mondiale. Cette saison, elle a gagné 78 de ses 82 matchs, soit un pourcentage de victoires de 95,1 %.

### 2014 - 200 semaines à la place de numéro 1 et18eGrand chelem
Serena Williams commence l'année par le tournoi de Brisbane, épreuve dont elle est tenante du titre. Elle y remporte le trophée pour la deuxième année consécutive après des victoires sur Maria Sharapova en demi-finale (6-2, 7-67) et sur la no 2 mondiale Victoria Azarenka en finale (6-4, 7-5). À 32 ans, l'Américaine ajoute à son palmarès un 58e titre. À l'Open d'Australie, elle s'incline en huitièmes de finale devant la Serbe Ana Ivanović, tête de série no 14, en trois sets 6-4, 3-6, 3-6.
Elle déclare ensuite forfait pour le tournoi de Doha en raison d'une blessure au dos contractée à l'Open d'Australie.
Une semaine après Doha, Serena Williams profite d'une wild card pour participer au tournoi de Dubaï. Elle élimine successivement Ekaterina Makarova et Jelena Janković, mais échoue en demi-finale face à Alizé Cornet (4-6, 4-6). En conférence de presse, Serena Williams dira regretter sa participation au tournoi, sa blessure au dos n'étant pas complètement guérie.
Serena Williams entame ensuite le tournoi de Miami dont elle est tenante du titre et remporte son 7e titre sur l’ile de Key Biscayne (record absolu hommes/femmes confondu) en éliminant successivement Yaroslava Shvedova, Caroline Garcia (6-4, 4-6, 6-4) de 20 ans, la qualifiée Coco Vandeweghe, Angelique Kerber (6-2, 6-2) tête de série numéro 5 et la tête de série numéro 4, Maria Sharapova alors qu'elle était menée 4-1 au premier set (6-4, 6-3) en 1h37. En finale, elle rencontre la no 2 mondiale Li Na. Serena Williams commence très mal le match jusqu’à être menée 5-2 au premier set mais l'emporte finalement en deux sets 7-5, 6-1 et deux heures de jeu.
Serena Williams commence la saison sur terre battue par une défaite cuisante au second tour du tournoi de Charleston dont elle était tenante du titre. Blessée à la cuisse, elle ne peut rien faire face à la jeune Jana Čepelová qui remporte le match sur le score de (4-6, 4-6). Serena Williams déclare en conférence de presse qu'elle se retire du circuit pendant quelques semaines pour faire le point sur sa santé physique et mentale. En effet, ces deux dernières années, Serena Williams a enchaîné les tournois et se dit fatiguée mentalement et physiquement.
Elle fait son retour au tournoi de Madrid où elle est double tenante du titre. Serena Williams se promène lors des premiers tours, mais déclare forfait pour les quarts de finale qui devaient l'opposer à Petra Kvitová, à la suite d'une blessure à la cuisse.

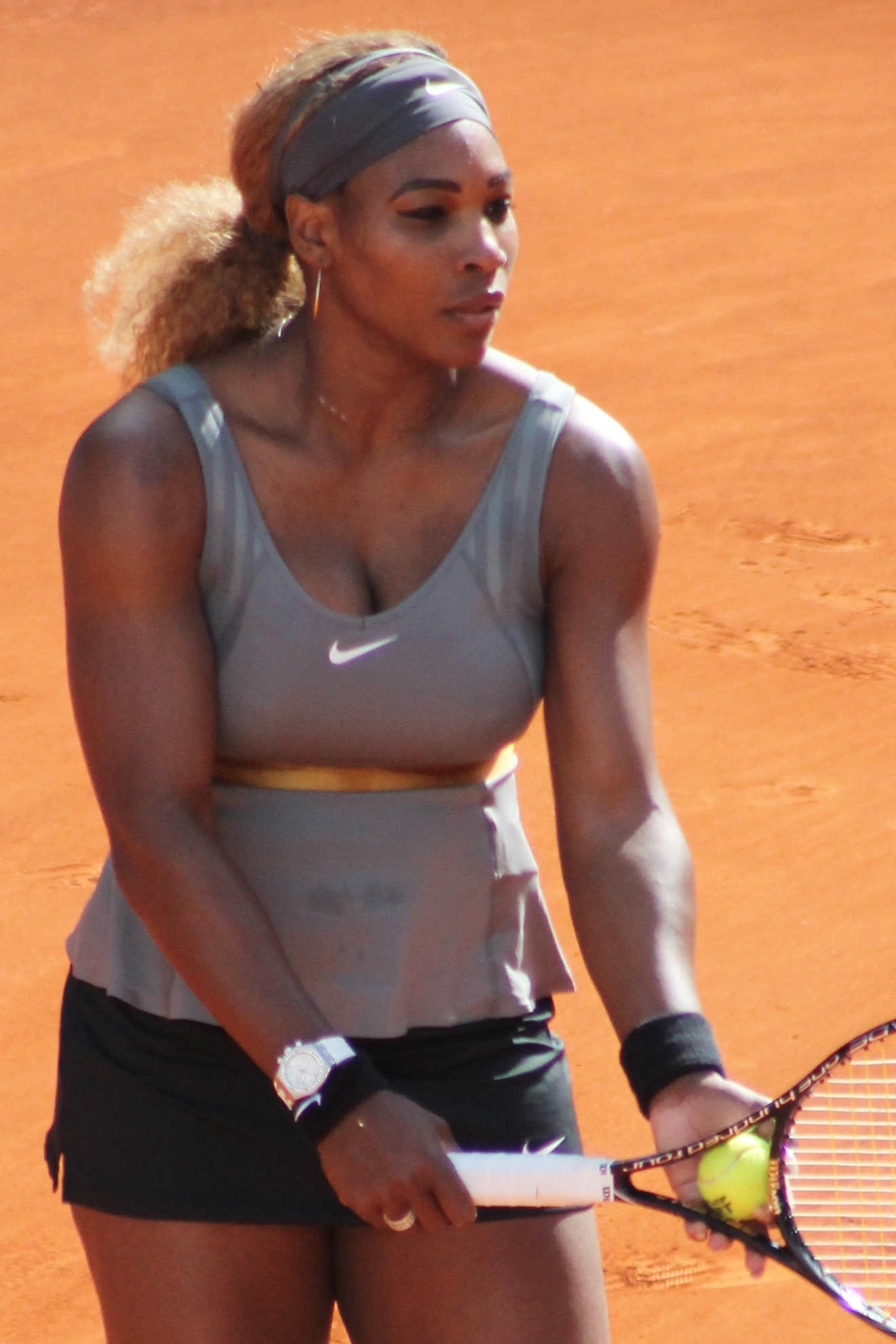
Serena Williams au tournoi de l'Open de Madrid en 2014

La no 1 mondiale reprend du service à Rome pour défendre son titre. Elle remporte son 60e titre et devient triple championne du tournoi après ses victoires en 2002, 2013 et 2014. Pour réussir cela, elle s'est défaite d'Andrea Petkovic, Varvara Lepchenko et Zhang Shuai avant de retrouver Ana Ivanović en demi-finale qui l'avait sortie en janvier à l'Open d'Australie. Williams prend sa revanche en trois sets (6-1, 3-6, 6-1) en 1h36. En finale, elle rencontre Sara Errani qu'elle bat facilement en deux sets 6-3, 6-0 et 1h11.
À Roland-Garros, où elle est favorite et tenante du titre, elle perd au second tour contre la jeune Espagnole Garbiñe Muguruza en deux manches sèches (2-6, 2-6), ce qui est une grosse surprise.
À Wimbledon, où elle est très attendue après ses deux défaites prématurées à l'Open d'Australie et Roland-Garros, elle bat facilement Anna Tatishvili au 1er tour et Chanelle Scheepers au second, mais chute au troisième tour face à Alizé Cornet (6-1, 3-6, 4-6). C'est la 1re fois depuis 2006, que Serena Williams est éliminée trois fois de suite avant les quarts de finale en Grand Chelem. Et en double avec sa sœur Venus, lors de leur match de double au deuxième tour, Serena est victime d’un étrange malaise la contraignant à abandonner.
Serena remporte ensuite le tournoi de Stanford en battant l'Allemande Angelique Kerber (7-61, 6-3) alors bien mal embarquée dans le premier set, après avoir perdu un set (2-6, 6-3, 7-5) et des difficultés contre Ana Ivanović en quart. À Montréal, elle échoue en demi-finale face à sa sœur Venus en trois sets : 7-62, 2-6, 3-6 en un peu plus de deux heures en éprouvant beaucoup de mal à mettre son jeu en place cette semaine. Serena retrouve son meilleur niveau à Cincinnati en remportant son 62e titre face à Ana Ivanović (6-4, 6-1) en tout juste une heure. Menée 3-1 dans le premier set, elle remporte 7 jeux consécutifs pour le gain du premier set et déborde complètement Ivanović pour conclure 6-1 dans le deuxième. Dans ce tournoi, elle éprouvera encore du mal à battre Caroline Wozniacki à nouveau en trois manches et dès son premier match contre Samantha Stosur conclu en deux tie-breaks. Serena remporte donc les US Open Series pour la troisième fois et bénéficiera d'un bonus d'un million de dollars en cas de victoire à Flushing Meadows. Tournoi qu'elle remporte effectivement le 7 septembre (6-3, 6-3 lors de la finale l'opposant à son amie Caroline Wozniacki 11e mondiale) sans perdre le moindre set et n'éprouvant aucune difficulté en écrasant la concurrence,.
De ce fait, Serena Williams remporte son sixième US Open (record initialement détenu par Chris Evert), le troisième consécutif et surtout son 18e Grand Chelem, ce qui fait d'elle l'égale de Martina Navratilova et Chris Evert. Elle empoche un chèque record de 4 millions de dollars, 3 pour le titre à Flushing Meadows plus 1 million bonus des US Open Series.
À Wuhan, elle abandonne lors de son second tour face à Alizé Cornet alors qu'elle mène d'un break 6-5. Prise de fièvre et nauséeuse, elle tombe pour la troisième fois (sur abandon cette fois) sous Cornet. C'est la première fois depuis Justine Hénin en 2007 que Serena perd trois matchs contre la même joueuse dans une même saison.
Quelques jours plus tard à Pékin, elle déclare forfait avant son quart de finale face à Samantha Stosur en raison d'une blessure au genou.
Elle commence ensuite le Masters de fin de saison WTA à Singapour par une belle victoire sur la Serbe Ana Ivanović (6-4, 6-4). Mais elle se fait surprendre dès son deuxième match de poule où Simona Halep ne lui laisse que deux jeux (0-6, 2-6). Ainsi, Serena perd un match pour la première fois au Masters depuis 2008 mais il s'agit surtout de la première fois depuis 1998 qu'elle ne marque pas plus de deux jeux dans un match ayant été à son terme. Le lendemain, elle retrouve sa forme habituelle et bat nettement Eugenie Bouchard en 57 minutes (6-1, 6-1). Combiné aux résultats des autres joueuses de sa poule, Serena parvient finalement à se qualifier pour les demi-finales du Masters. Elle y rencontre Caroline Wozniacki, arrivée en tête de l'autre poule : après un début de match catastrophique (seulement 3 des 15 premiers points remportés), la no 1 mondiale a petit à petit rectifié le tir face à une excellente adversaire et a conclu le match sur sa 3e occasion (2-6, 6-3, 7-66) après plus de 2 heures de jeu.
Williams retrouve Halep en finale le 26 octobre sur le terrain du Singapore Indoor Stadium, et prend sa revanche par rapport à leur rencontre du premier tour, s'imposant (6-3, 6-0) en 1h11. Elle est la première à remporter le Masters pour la troisième fois de suite depuis Monica Seles (1990-1992).
Serena est élue meilleure joueuse de l'année pour la sixième fois de sa carrière par la WTA. En simple, elle totalise 64 titres et termine sa saison avec 9 millions de dollars de gains en tournois.

### 2015 - Un «Serena Slam» à deux matches du Grand Chelem de tennis
En 2015, Serena Williams commence sa saison non pas par un tournoi de préparation comme lors des trois années précédentes, mais par une exhibition, la Hopman Cup, avec une victoire sur Flavia Pennetta mais en se prenant un 6-0, une défaite sèche contre Eugenie Bouchard et une victoire à l'arraché contre Lucie Šafářová, montrant son début d'année compliqué et un peu inquiétant. En double avec son coéquipier John Isner, ils gagnent leurs trois matchs. Ils se qualifient quand même pour la finale mais perdent 2-1 contre les Polonais.
Elle participe à l'Open d'Australie qu'elle n'a plus remporté depuis 2010. Elle élimine successivement Alison Van Uytvanck, Vera Zvonareva (7-5, 6-0) et Elina Svitolina avant de retrouver en huitièmes de finale l'Espagnole Garbiñe Muguruza. Serena Williams prend sa revanche par rapport à sa défaite l'année précédente à Roland-Garros en trois sets (2-6, 6-3, 6-2). Elle bat ensuite en quart de finale Dominika Cibulková (6-2, 6-2) pour ensuite sortir la jeune Américaine Madison Keys (7-65, 6-2) lors de la demi-finale en grande patronne. Elle retrouve la numéro deux mondiale Maria Sharapova en finale qu'elle bat pour la 16e fois consécutive en deux sets (6-3, 7-65). Elle remporte son dix-neuvième tournoi du Grand Chelem et son sixième à Melbourne (record de l'ère Open), dépassant ainsi Martina Navrátilová et Chris Evert en termes de victoires en Grand Chelem (18 chacune),.
Elle participe ensuite à la Fed Cup en Argentine mais se voit contrainte d'abandonner après son premier match, affaiblie par un virus contracté en Australie et dont elle n'est toujours pas guérie.
Au mois de mars, Serena Williams dispute Indian Wells, après quatorze ans de boycott à la suite des sifflets du public lors de la finale qui lui reprochait le forfait de sa sœur Venus contre qui elle aurait dû jouer en demie. Elle tente donc de tourner la page et déclare : « Je suis impatiente d'être de retour sur ce central pour montrer au monde entier qu'il ne faut pas se soucier de l'hostilité qu'on peut rencontrer ou susciter »,,. Elle quitte le tournoi en demi-finale, déclarant forfait à cause d'un genou douloureux.
Lors du tournoi de Miami, elle élimine au troisième tour (6-1, 6-1) en moins d'une heure la jeune Américaine Catherine Bellis de seulement 15 ans, puis Svetlana Kuznetsova au tour suivant et en 1/4 de finale l'Allemande Sabine Lisicki (7-64, 1-6, 6-3) en deux heures de jeu et signe là sa 700e victoire sur le circuit professionnel. Elle retrouve ensuite la numéro trois mondiale Simona Halep en demi-finale, et remporte le match en trois sets (6-2, 4-6, 7-5) avec beaucoup de mal en un peu plus de deux heures. Au cours de sa dixième finale à Key Biscayne, elle domine complètement l'Espagnole Carla Suárez Navarro (6-2, 6-0) en moins d'une heure, pour remporter son 3e titre d'affilée et son huitième au total.

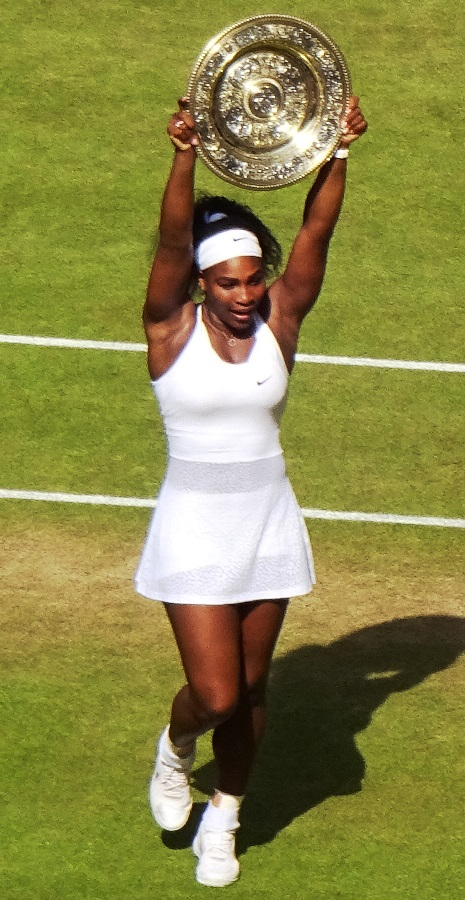
Serena Williams avec son trophée victorieuse au tournoi de Wimbledon en 2015.

Afin de préparer la saison sur terre battue, elle décide de participer à la Fed Cup mais cette fois sans sa sœur (Venus Williams déclare forfait une semaine avant la rencontre pour problème personnel). Serena remporte ses deux matchs face à Camila Giorgi et Sara Errani mais échoue en double, laissant ainsi l'Italie se qualifier pour le groupe mondial.
Le 27 avril, elle entame sa 115e semaine consécutive au sommet de la hiérarchie mondiale. Elle dépasse ainsi sa compatriote Chris Evert, qui avait occupé ce rang durant 113 semaines d'affilée entre mai 1976 et juillet 1978.
C'est à Madrid qu'elle perd son premier match de la saison face à Petra Kvitová, en deux sets (2-6, 3-6) en demi-finale et 1h13 de jeu. Elle avait éliminé au second tour la jeune Madison Brengle (6-0, 6-1) et Victoria Azarenka après avoir effacé 3 balles de match (7-65, 3-6, 7-61) dans un match d'une pure folie, où pour trouver trace d'un succès de Serena Williams après avoir sauvé des balles de match, il faut remonter à Sydney 2009.
À Rome, alors qu'elle est double tenante du titre, elle se voit contrainte de déclarer forfait juste après son second tour vainqueur face à Anastasia Pavlyuchenkova (6-1, 6-3) à cause d'une blessure au coude contractée à Madrid la semaine précédente.
Le 6 juin, elle remporte pour la troisième fois le tournoi de Roland-Garros et son 20e Grand Chelem face à la Tchèque Lucie Šafářová après plus de 2 heures de lutte acharnée (6-3, 62-7, 6-2). Pour ce faire, elle a bataillé presque toute la quinzaine : au second tour face à l'Allemande Anna-Lena Friedsam (5-7, 6-3, 6-3), au troisième tour face à Victoria Azarenka (3-6, 6-4, 6-2) en jouant vraiment avec le feu, et au quatrième tour à trois points de la défaite elle se défait non sans mal de la jeune Sloane Stephens (1-6, 7-5, 6-3). Puis en demi-finale, alors qu'elle est malade, l'emporte sur la Suissesse Timea Bacsinszky 24e mondiale, (4-6, 6-3, 6-0) en presque deux heures. Lors de la finale elle renverse la vapeur à 0-2 dans le troisième set pour l'emporter (6-3, 62-7, 6-2). Elle est la première joueuse à s'adjuger les deux premiers majeurs de la saison depuis Jennifer Capriati en 2001,.
Elle remporte ensuite le troisième tournoi du Grand Chelem de la saison à Wimbledon en battant en finale l'Espagnole Garbiñe Muguruza 20e mondiale, (6-4, 6-4) en une heure et demie, qui disputée sa première grande finale,. Elle a précédemment perdu un set contre Heather Watson (6-2, 4-6, 7-5) au troisième tour passant non loin de la sortie, puis écarté sa sœur Venus en huitième de finale en deux manches. À partir des quarts, elle affronte Victoria Azarenka revenant tout doucement à un bon niveau (3-6, 6-2, 6-3) mais gagnera contre elle, malgré beaucoup plus de difficultés et plus de deux heures, et la Russe Maria Sharapova en demie (6-2, 6-4) en 1h19 seulement, montrant sa suprématie. Il s'agit de son 6e titre à Wimbledon et de son 21e titre du Grand Chelem. Elle réalise également le Grand Chelem sur deux ans, étant tenante du titre des quatre tournois majeurs. Ces deux séries à douze années d'écart (elle avait réalisé le même exploit en 2002-2003) ont gagné l'appellation Serena Slam,.
À Båstad, elle se voit contrainte de déclarer forfait après son premier tour et de faire l'impasse sur Stanford à cause d'une blessure au coude qui la gêne depuis Madrid. Au 20 juillet, elle atteint la 250e semaine au sommet de la hiérarchie mondiale, le quatrième meilleur total derrière Graf, Navratilova et Evert.
À Toronto, elle perd seulement son deuxième match de la saison en se hissant en demi-finale malgré un service moyen face à la jeune Belinda Bencic sur le score de : 6-3, 5-7, 4-6.
Elle remporte son cinquième titre de la saison à Cincinnati en éliminant en finale la numéro trois mondiale Simona Halep : 6-3, 7-65, où la seule joueuse à lui avoir pris un set sur cette semaine est Ana Ivanović en quart de finale. En défendant son titre, elle devient la première joueuse à remporter ce tournoi à deux reprises.
À l'US Open, Serena Williams, triple tenante du titre, a la possibilité de réaliser le premier Grand Chelem de tennis sur une année depuis Steffi Graf en 1988 et de la rejoindre avec 22 titres du Grand Chelem en simple à l'ère Open. Après un troisième tour difficile face à Bethanie Mattek-Sands en passant pas loin de sortir, puis avoir éliminé sa sœur Venus en quart de finale en trois sets (6-2, 1-6, 6-3) en 1h40 dans un beau match. Elle chute à la surprise générale en demie le 11 septembre, face à l'Italienne Roberta Vinci, alors 43e joueuse mondiale (6-2, 4-6, 4-6) en tout juste deux heures de jeu,. Entre 2011 et 2015, les huit défaites de Serena Williams en Grand Chelem l'ont toutes été face à des joueuses classées au-delà du top 10 au classement WTA.
À la surprise générale, elle met fin à sa saison en déclarant forfait pour le tournoi de Pékin et le Masters dont elle est triple tenante du titre. Elle réalise cependant une saison exceptionnelle avec 5 titres dont trois grands chelems et termine la saison une fois de plus à la tête du classement WTA.

### 2016 - Deux finales perdues en Grand Chelem,22etitreen Grand Chelem et14een double
Serena Williams commence sa saison 2016 par la défense de son titre à l'Open d'Australie. Elle atteint sans encombre la finale, battant notamment Maria Sharapova en quarts de finale pour la 18e fois de suite, et en demi-finale la Polonaise Agnieszka Radwańska, lui infligeant une bonne correction. Elle y affronte Angelique Kerber 6e mondiale, qui remporte le titre après un match disputé (4-6, 6-3, 4-6) en plus de deux heures, où Williams a commis beaucoup de fautes avec une gestuelle tendue par l'événement,. Et signifiant sa déception et son incompréhension en conférence de presse.
Fiévreuse, elle se voit contrainte de déclarer forfait pour les tournois de Dubaï et Doha. Le 8 février, Serena Williams domine le classement de la WTA pour la 280e semaine dans sa carrière mais surtout la 157e consécutive, une marque qui dépasse celle de Martina Navrátilová (156) et qui la rapproche de Steffi Graf (180).
Un an après son retour dans le désert californien, Serena Williams reprend du service pour tenter de devenir la première joueuse à remporter le tournoi d'Indian Wells pour la troisième fois. Elle remporte tous ses matchs en deux sets (après avoir battu notamment Simona Halep en quart et Agnieszka Radwańska en demi-finale qui aura montré un bon niveau) pour atteindre la finale face à Victoria Azarenka, mais s'incline (4-6, 4-6) en 1h28. À Miami la semaine suivante, elle peine à trouver son jeu de jambes ainsi que son service et son mental. Elle est sortie dès les seizièmes de finale par la 19e joueuse mondiale Svetlana Kuznetsova (7-63, 1-6, 2-6) et met fin à une série de 20 victoires consécutives à Miami.

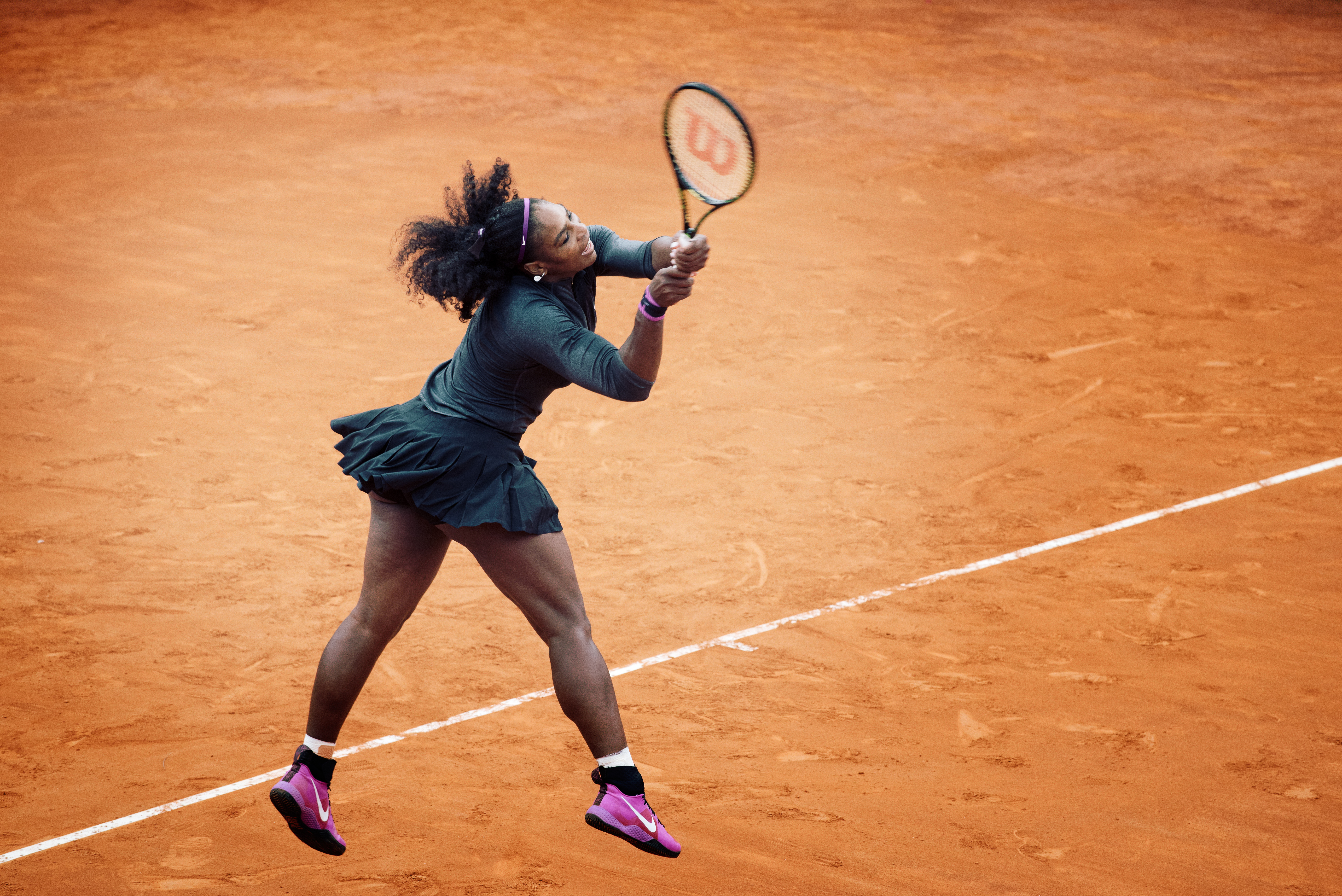
Serena Williams au tournoi de l'Open de Rome en 2016.

Malade, elle fait l'impasse sur le tournoi de Madrid et commence donc la saison sur terre battue à Rome. Elle remporte alors son 70e titre et le 4e à Rome face à sa compatriote Madison Keys (7-65, 6-3) sans perdre le moindre set, en ayant battu et pris sa revanche en quart contre Svetlana Kuznetsova.
Lors du tournoi de Roland-Garros, elle se qualifie pour la finale sans réelle surprise. Mais en ayant éprouvé des difficultés à battre Kristina Mladenovic au troisième tour, puis la première surprise Yulia Putintseva 60e mondiale, en perdant un set lors des quarts, et la Néerlandaise Kiki Bertens en demi-finale, l'autre surprise (7-67, 6-4) en 1h38 dans un match également tendu. Elle s'incline (5-7, 4-6) en 1 h 43 face à la 4e mondiale Garbiñe Muguruza, perdant ainsi deux finales de Grand Chelem consécutives,. Elle devient cependant la même année la sportive féminine la mieux rémunérée au monde devant Maria Sharapova et Ronda Rousey avec 25,4 millions d'euros de gains cumulés sur les douze derniers mois (de mai 2015 à mai 2016).
La saison sur herbe se résume à la défense de son titre à Wimbledon. Elle passe facilement la qualifiée Amra Sadiković au premier tour, avant d'être un peu bousculée par Christina McHale (67-7, 6-2, 6-4) au second tour. Elle se qualifie ensuite facilement pour les huitièmes de finale, et signe par la même occasion sa 300e victoire en carrière dans un tournoi du Grand Chelem. Le lendemain (4 juillet), elle entame sa 300e semaine au sommet de la hiérarchie mondiale. Sur les trois matchs suivants, elle affronte trois Russes, Svetlana Kuznetsova tête de série no 13 (7-5, 6-0) en lui infligeant un score sévère au deuxième set, puis Anastasia Pavlyuchenkova tête de série no 21 en quart, qu'elle bat (6-4, 6-4) en 1h13 sans être inquiétée. Avant d'infliger en demi-finale une correction à la surprise du tournoi Elena Vesnina (6-2, 6-0), bouclé en 48 minutes (17 minutes juste pour le dernier set). Elle atteint ainsi la finale pour la troisième fois consécutivement en Grand Chelem cette saison où elle affronte la no 4 mondiale Angelique Kerber, pour le revanche de la finale de l'Open d'Australie. Elle remporte la finale (7-5, 6-3) en 1 h 21 et entre un peu plus dans la légende en égalant à cette occasion la marque de Steffi Graf avec un 22e titre majeur,,. Quelques heures plus tard, elle remporte avec sa sœur Venus le double pour la 6e fois de leur carrière en battant (6-3, 6-4) en 1 h 27 la paire Tímea Babos/Yaroslava Shvedova. Elles totalisent 14 victoires en Grand Chelem en autant de finales disputées (aucune défaite).
Elle déclare ensuite forfait pour le tournoi de Montréal à la suite d'une inflammation de l'épaule droite. Elle entamera donc les JO de Rio sans aucun tournoi de préparation.
Elle revient pour les Jeux olympiques à la fois en simple et en double avec sa sœur Venus. En double, elles perdent à la surprise générale alors têtes de série no 1 dès le premier tour (3-6, 4-6) contre la paire Tchèque Lucie Šafářová / Barbora Strýcová alors qu'elles étaient triple championnes olympiques et invaincues aux JO ensemble. En simple, elle bat facilement Daria Gavrilova en deux manches puis éprouve plus de difficultés notamment au premier set contre Alizé Cornet la battant (7-65, 6-2) en presque deux heures. Enfin, elle affronte la 20e mondiale Elina Svitolina au troisième tour, et perd en deux manches (4-6, 3-6) en commettant beaucoup trop de fautes directes (37 au total) et faisant cinq double fautes dans le même jeu à 3-4 dans la seconde manche. Alors double tenante du titre au tournoi de Cincinnati, Serena déclare forfait à cause d'une inflammation à l'épaule droite contractée avant les jeux olympiques.
À l'US Open, dernier tournoi du Grand Chelem de l'année, elle bat assez facilement la Russe Ekaterina Makarova (6-3, 6-3), l'Américaine Vania King sur le même score, Johanna Larsson (6-2, 6-1) et Yaroslava Shvedova (6-2, 6-3) pour se qualifier pour les quarts de finale. Elle y affronte Simona Halep qu'elle bat avec beaucoup plus de difficultés en perdant le deuxième set (6-2, 4-6, 6-3), ce qui la fatiguera beaucoup par la suite. Elle arrive en demi-finale face à Karolína Plíšková 11e mondial, pour se qualifier pour une nouvelle finale et peut-être remporter un 23e tournoi du Grand Chelem pour dépasser Steffi Graf. Mais elle perd cette 1/2 finale, s'inclinant sèchement dans le premier set (2-6, 65-7) en 1h25 au total. La victoire de l'Allemande Angelique Kerber en demi-finale lui fait également perdre à l'issue du tournoi sa place de numéro 1 mondiale qu'elle occupait sans discontinuité depuis février 2013.
Pour la tournée asiatique, à cause de ses blessures, elle déclare forfait pour Wuhan et Pékin, en espérant revenir pour le Masters de Singapour. Elle finit par renoncer au Masters de Singapour, toujours blessée à l'épaule.
C'est une saison mitigée pour la championne américaine avec un titre du Grand Chelem et un titre Premier 5. Serena n'a joué que sept tournois à cause de ses blessures à répétition. Elle n'avait pas si peu joué depuis 2006.

### 2017 - Record de victoires en Grand Chelem en simple (23) et maternité
Après quatre mois sans compétition, Serena Williams commence l'année 2017 par le tournoi d'Auckland. Elle s'impose au premier tour face à la Française Pauline Parmentier (6-3, 6-4), mais est défaite dès le suivant par sa compatriote Madison Brengle alors 72e mondiale (4-6, 7-6, 4-6).
Elle poursuit sa saison par l'Open d'Australie. Elle ne perd pas une manche dans son parcours à Melbourne où elle arrive en finale en battant Belinda Bencic, Lucie Šafářová, Nicole Gibbs, Barbora Strýcová, puis la 9e mondiale Johanna Konta en 1 h 15 et enfin, la revenante Mirjana Lučić-Baroni en seulement 50 minutes. Elle y retrouve sa sœur Venus Williams pour la 28e fois sur le circuit WTA depuis 1998, pour la huitième fois en finale d'un tournoi du Grand Chelem, et pour la première fois depuis celle de Wimbledon 2009. Serena l'emporte (6-4, 6-4) en 1 h 22 au terme d'un match qu'elle domine entièrement. Ainsi, Serena Williams remporte son septième Open d'Australie et le vingt-troisième tournoi de simple en Grand Chelem de sa carrière, ce qui fait d'elle la recordwoman de titres de l'ère Open devant Steffi Graf et à un succès du record global dans l'histoire du tennis féminin détenu par Margaret Smith Court. La joueuse américaine s'impose à Melbourne le 28 janvier 2017 à 35 ans et 4 mois, devenant aussi la joueuse la plus âgée à remporter ce trophée durant l'ère Open. Par ailleurs, ce succès lui permet de reprendre la place de no 1 mondiale. Elle déclare à cette occasion : « Je félicite Venus, c'est une personne incroyable. Je ne serais jamais arrivée à 23 sans elle, elle m'inspire, elle est la raison principale pour laquelle je suis là. Alors merci Venus. À chaque fois que je te voyais gagner durant la quinzaine, je me disais qu'il fallait que je gagne aussi. Je suis sûre qu'elle sera là l'année prochaine. »,.
Serena Williams doit par la suite déclarer forfait pour les tournois d'Indian Wells et Miami à cause d'une douleur au genou, ce qui entraîne la perte de sa première place mondiale.
Sans jouer le moindre tournoi, lors du 24 avril prochain, elle repassera en tête du classement de la WTA. Cela s'explique par le fait que le tournoi de Stuttgart se tient une semaine plus tard comparativement à l'année dernière. Angelique Kerber, actuellement no 1 mondiale, perd du même coup les 470 points que lui avait rapportés sa victoire de l'an dernier. La semaine suivante, lors du 1er mai, elle conserve encore le 1er rang mondial en raison de l'élimination hâtive d'Angelique Kerber dès son entrée en lice au tournoi de Stuttgart.
Le 19 avril, elle annonce par l'intermédiaire de son agent qu'elle attend un enfant avec son fiancé Alexis Ohanian, mettant alors fin de sa saison,. Elle assure également qu'elle compte impérativement revenir sur les courts après sa grossesse. Le 1er septembre, à la maternité de West Palm Beach (Floride), Serena Williams donne naissance à une petite fille prénommée Alexis Olympia Ohanian Jr. Serena Williams et Alexis Ohanian se marient à La Nouvelle-Orléans le 16 novembre 2017.

### 2018: retour à la compétition, finales à Wimbledon et à l'US Open
En vue de sa préparation pour la saison 2018, Serena effectue son retour le 30 décembre, au tournoi d'exhibition d'Abou Dabi. Elle s'incline face à la jeune Jeļena Ostapenko, no 7 mondiale et vainqueur de l'édition 2017 des Internationaux de France en trois manches (2-6, 6-3, [5-10]). Ne s'estimant pas assez au point physiquement, elle renonce ensuite à participer et défendre son titre à l'Open d'Australie. Elle décide alors de faire son retour sur le circuit à l'occasion de la Fed Cup le 10 février contre les Pays-Bas. Elle joue avec sa sœur le double sans enjeu qu'elles perdent.
Au tournoi d'Indian Wells, elle passe le premier et le second tours sans perdre de set contre Zarina Diyas et Kiki Bertens avant de retrouver sa sœur Venus au 3e tour. 17 ans après le fiasco autour d'une demi-finale qui ne s'était pas jouée, la confrontation avec son aînée se solde par une défaite en deux manches (3-6, 4-6). À Miami, elle est sèchement battue dès le premier tour 6-3, 6-2 par la jeune Japonaise Naomi Osaka, tout juste lauréate du tournoi d'Indian Wells.
Elle fait son retour en Grand Chelem lors des Internationaux de France 2018 où elle se qualifie pour les huitièmes de finale. Malheureusement, elle est obligée de déclarer forfait à cause de douleurs au niveau du pectoral droit, l’empêchant de servir. C'est la première fois de sa carrière que l'ancienne numéro 1 mondiale doit déclarer forfait durant une compétition.
Elle fait un retour fracassant à Wimbledon en atteignant la finale en ne perdant qu'un seul set (face à l'Italienne Camila Giorgi). Elle s'incline toutefois face à Angelique Kerber en deux sets (3-6, 3-6). Elle fait de fait un bond de 153 places la semaine suivante dans le classement WTA, passant de la 183e à la 28e place.
Au tournoi de San José, elle est battue dès le premier tour par la Britannique Johanna Konta en deux sets expéditifs (1-6, 0-6), la pire défaite de sa carrière.
Elle déclare forfait à deux jours du début du tournoi de Montréal (tournoi du Canada) pour « Des raisons personnelles ».
Alors qualifiée pour le 2e tour du tournoi de Cincinnati elle s'incline face à la Tchèque Petra Kvitová en trois sets (3-6, 6-2, 3-6).
À l'US Open, le même scénario s'offre à elle qu'à Wimbledon ; elle ne perd qu'un seul set en huitième de finale face à l'Estonienne Kaia Kanepi (6-0, 4-6, 6-3) et se qualifie pour sa 31e finale à l'US Open face à la Japonaise Naomi Osaka. Cette finale est marquée par plusieurs controverses : à la suite de trois avertissements de l'arbitre de chaise, l'Américaine se voit sanctionner d'un jeu de pénalité à 3-4 dans le deuxième set, donnant donc une possibilité de conclure le match à son adversaire à 5-3. Elle est finalement battue en deux sets (6-2, 6-4) et manque de nouveau l'occasion d'égaliser le record de 24 titres en Grand Chelem de Margaret Court,.
Elle termine l'année à la 16e place mondiale en simple.
Le 19 octobre 2018, elle reçoit le prix du come-back de l'année de la WTA.

### 2019: retour dans le top 10, finales à Wimbledon et à l'US Open
Serena Williams commence son année par la 31e édition de la Hopman Cup. Elle remporte ses trois matchs en simple en battant la Grecque María Sákkari (7-63, 6-2), la Suissesse Belinda Bencic (4-6, 6-4, 6-3) et la Britannique Katie Boulter (6-1, 7-62) mais, avec son partenaire Frances Tiafoe, elle ne gagne aucun de ses trois matchs en double. Ils terminent derniers de leur poule. Le 1er janvier 2019, elle rencontre en double mixte, pour la première fois depuis le début de sa carrière, son alter-ego masculin, le Suisse Roger Federer. Les Suisses prennent l'avantage sur les Américains (4-2, 4-33) mais leur rencontre marque cette édition de la Hopman Cup.
Elle fait son retour à l'Open d'Australie après sa victoire en 2017. Elle se hisse jusqu'en quart de finale après avoir battu l'Allemande Tatjana Maria (6-0, 6-2), la Canadienne Eugenie Bouchard (6-2, 6-2), l'Ukrainienne Dayana Yastremska (6-2, 6-1) puis enfin la no 1 mondiale, la Roumaine Simona Halep, en trois sets (6-1, 4-6, 6-4). Il s'agit de la première fois depuis 2012 qu'elle bat la numéro 1 mondiale. Elle est finalement battue par la Tchèque Karolína Plíšková en trois sets très accrochés (4-6, 6-4, 5-7) et où se présentent à elle quatre balles de match qu'elle n'arrive pas à convertir (à 5-1, puis trois fois à 5-4), à cause entre autres d'une foulure à la cheville apparue au cours du troisième set.
Profitant du forfait de la Danoise Caroline Wozniacki au tournoi de Doha, Serena Williams fait son retour dans le top 10 à la dixième place, onze mois seulement après son retour à la compétition.
Elle participe ensuite au tournoi d'Indian Wells. Profitant de son statut de tête de série, elle joue son premier match lors du deuxième tour. Elle l'effectue face à la Biélorusse Victoria Azarenka. Le match est d'une grande intensité, rappelant les meilleurs matchs de deux joueuses face à l'autre, et est finalement remporté par l'Américaine (7-5, 6-3). Elle affronte ensuite l'Espagnole Garbine Muguruza. Menée 1 set à 0 et 1-0 dans la deuxième manche, elle est contrainte d'abandonner. Le tournoi confirme que la joueuse était malade quelques heures après son retrait du court. Son retour à Mimai est encore écourté par une blessure au genou gauche. Elle gagne cependant son premier match face à la Suédoise Rebecca Peterson avec difficulté (6-3, 1-6, 6-1).
Sa blessure au genou compromet sa saison sur terre battue. Pour autant, en préparation à Roland Garros, elle s'engage au tournoi de Rome. Elle remporte son premier match sans trop de difficultés face à la Suédoise Rebecca Peterson (6-4, 6-2) mais doit à nouveau déclarer forfait dû à son genou. Elle devait rencontrer sa sœur Venus.
Son retour sur les courts s'effectue à Roland-Garros. Son premier match est chaotique mais la victoire se présente à elle, face à la Russe Vitalia Diatchenko (2-6, 6-1, 6-0). Elle bat ensuite la Japonaise Kurumi Nara (6-3, 6-2) mais est finalement éliminée dès le 3e tour par sa compatriote Sofia Kenin (2-6, 5-7). Elle déclare ensuite vouloir se reposer et se soigner avant de revenir à Wimbledon.
Souhaitant jouer plus de matchs, Serena décide de s'aligner en simple et en double mixte avec Andy Murray. En double mixte, elle atteint les huitièmes finales. Son premier match face à Alexa Guarachi et Andreas Mies rentre dans l'histoire en devenant le match de double programmé le plus tôt dans la compétition sur le court central. Avec Andy Murray, ils l'emportent (6-4, 6-1) et récidivent au deuxième tour face à Raquel Atawo et Fabrice Martin (7-5, 6-3). Ils s'inclinent finalement lors de leur troisième match face aux têtes de série no 1 Nicole Melichar et Bruno Soares (3-6, 6-4, 2-6). En simple, elle atteint à nouveau la finale après avoir écarté l'Italienne Giulia Gatto-Monticone (6-2, 7-5), la Slovène Kaja Juvan (2-6, 6-2, 6-4), l'Allemande Julia Görges (6-3, 6-4), l'Espagnole Carla Suárez Navarro (6-2, 6-2), l'Américaine Alison Riske (6-4, 4-6, 6-3) et la Tchèque Barbora Strýcová (6-1, 6-2). Elle rate à nouveau l'occasion de remporter son 24e Majeur en s'inclinant face à la Roumaine Simona Halep (2-6, 2-6).
En préparation à l'US Open, elle prend part à la Rogers Cup. Profitant du forfait de Petra Kvitová, elle fait partie des huit têtes de série profitant d'un bye au premier tour. Elle commence ainsi la compétition au stade du deuxième tour. Elle s'impose tout d'abord face à la Belge Elise Mertens (6-3, 6-3) puis face à la Russe Ekaterina Alexandrova (7-5, 6-4). Rencontrant en quart de finale la Japonaise Naomi Osaka, elle prend sa revanche de l'US Open précédent et remporte le match (6-3, 6-4). Elle rencontre ensuite la surprise Tchèque du tournoi, Marie Bouzková, qui la surprend en remportant le premier set 6-1 mais qu'elle maîtrise finalement (1-6, 6-3, 6-3) pour se qualifier pour sa 96e finale dans sa carrière, sa cinquième dans le tournoi. Elle affronte la locale Bianca Andreescu. Prise par des spasmes au dos, elle abandonne au cours du premier set, menée 3-1. Elle déclare ensuite forfait pour le tournoi de Cincinnati.
À l'US Open, le même scénario se présente à elle que l'édition précédente : elle se qualifie pour la finale. Pour cela, elle passe la Russe Maria Sharapova (6-1, 6-1), l'Américaine Catherine McNally (5-7, 6-3, 6-1), la Tchèque Karolína Muchová (6-3, 6-2), la Croate Petra Martić (6-3, 6-4), la Chinoise Wang Qiang (6-1, 6-0) et l'Ukrainienne Elina Svitolina (6-3, 6-1). Elle chute à nouveau en finale, cette fois-ci contre la Canadienne Bianca Andreescu (3-6, 5-7). Elle met ainsi un terme à sa saison ne participant pas au Masters bis alors qu'elle est y qualifiée.
Elle termine la saison à la 10e place en simple.
À la fin d'année, elle est élue meilleure athlète de la décennie par l'Associated Press.

### 2020 - 2021: titre à Auckland et sortie du top 40
Pour commencer la saison 2020, Serena s'aligne au tournoi d'Auckland. Tête de série no 1, elle élimine l'Italienne Camila Giorgi (6-3, 6-2), l'Américaine Christina McHale (3-6, 6-2, 6-3), l'Allemande Laura Siegemund (6-4, 6-3) et l'Américaine Amanda Anisimova (6-1, 6-1). Qualifiée pour la finale, elle est malmenée dès les premiers jeu par sa compatriote Jessica Pegula (1-3) mais sort finalement vainqueur en remportant ainsi son 73e titre et son premier titre depuis 2017 (6-3, 6-4). Elle profite de la présence de son amie au tournoi, la Danoise Caroline Wozniacki, pour s'aligner aussi dans le tableau en double. Ensemble, elles atteignent la finale mais sont battues par la paire Muhammad-Townsend (4-6, 4-6). Sa victoire lui permet de rentrer encore plus dans l'histoire : elle devient la seule joueuse à avoir remporté un titre en simple sur quatre décennies différentes. À la fin du tournoi, elle annonce reverser l'intégralité de son prize money aux victimes des incendies en Australie.
À l'Open d'Australie, elle entame la conquête de son 24e Grand Chelem en tant que tête de série no 8. Elle débute par une victoire en moins d'une heure sur la Russe Anastasia Potapova (6-0, 6-3). Elle élimine ensuite la Slovène Tamara Zidanšek (6-2, 6-3). Elle est finalement surprise par la Chinoise Wang Qiang qui l'élimine au 3e tour, au cours d'un match en 3 set (4-6, 7-62, 5-7).
Le 15 janvier 2020, elle est officiellement sélectionnée pour la phase de qualifications de la Fed Cup, deux ans après sa dernière apparition. Face à la Lettonie, les 7 et 8 février, elle est alignée par la capitaine Kathy Rinaldi sur le simple. Elle bat Jeļena Ostapenko (7-64, 7-63) mais perd face à Anastasija Sevastova (65-7, 6-2, 64-7). 
À l'US Open, tête de série numéro 3, elle passe  Sloane Stephens (2-6, 6-2, 62) et Maria Sakkari (6-3, 6-7, 6-3). Elle arrive jusqu'en demi-finale battue 1-6, 6-3, 6-3 par Victoria Azarenka.
2021 est une année où Serena Williams n'obtient aucun titre et n'accède à aucune finale. Elle parvient à deux reprises en demi-finale. La première au Yarra Valley Classic (forfait face à Ashleigh Barty) et la seconde perdue face à Naomi Osaka à l'Open d'Australie (6-3, 6-4) après avoir battu Simona Halep (6-3, 6-3) et Aryna Sabalenka (6-4, 2-6, 6-4) entre autres.
Elle essuie un cuisant échec face à Elena Rybakina à Roland-Garros en 1/8 finale (battue 6-3, 7-5), et surtout face à Aliaksandra Sasnovich à Wimbledon où elle est obligée d'abandonner au premier tour après une chute. Elle quitte le court en pleurs, sous les applaudissements du public. Elle finit sa saison classée 41e mondiale, elle perd trente places en une seule année.

### 2022 - fin de carrière
En 2022, Serena Williams perd 200 places au classement puisqu'elle passe de la 41e à la 241e place mondiale en février, vu qu'elle n'a plus joué depuis Wimbledon 2021.
Interviewée par le média américain Entertainment Tonight, Serena répond au sujet de sa retraite : « Je suis préparée pour ce jour, à vrai dire j'y suis préparée depuis plus d'une décennie. Si vous avez vu King Richard (le film sur la vie de son père Richard Williams, interprété par Will Smith et sorti fin 2021, NDLR), vous savez que mon père m'a dit que je devais me préparer à toute éventualité, donc c'est ce que j'ai fait. En fin de compte, je pense que c'est vraiment important d'avoir un plan et c'est ce que j'ai toujours eu ».
Elle reprend la compétition en juin, au tournoi d'Eastbourne en double, associée à Ons Jabeur. Les deux joueuses se qualifient pour les demi-finales, mais en raison d'une blessure au genou de la Tunisienne, elles déclarent forfait.
À Wimbledon, elle est éliminée au premier tour par la Française Harmony Tan. Elle est alors 1204e au classement mondial.
Début août, elle annonce qu'elle prendra sa retraite à l'issue de l'US Open.
À Toronto, elle passe un tour puis est éliminée par Belinda Bencic. À Cincinnati, elle perd au premier tour face à Emma Raducanu.
Elle dispute le dernier match de sa carrière à l'US Open 2022, au troisième tour, qu'elle perd face à l'Australienne Ajla Tomljanović.

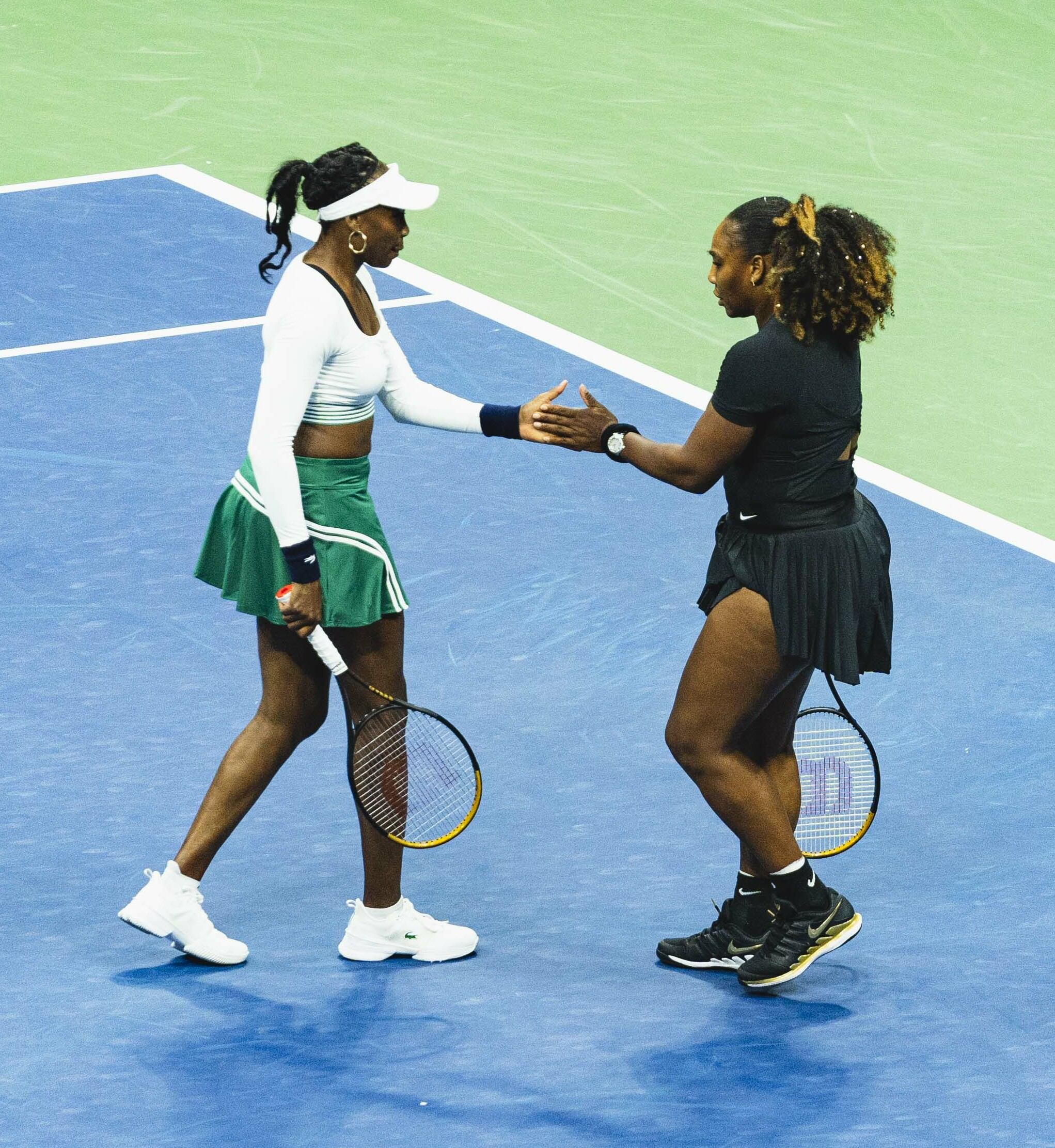
Les sœurs Williams lors de leur dernier match à l'US Open en 2022.

### Après son retrait
Serena Williams participe à la cérémonie d'ouverture des Jeux olympiques d'été de Paris, le 26 juillet 2024, prenant place dans un bateau sur la Seine aux côtés des autres champions olympiques Nadia Comaneci, Carl Lewis et Rafael Nadal.

## Rivalités

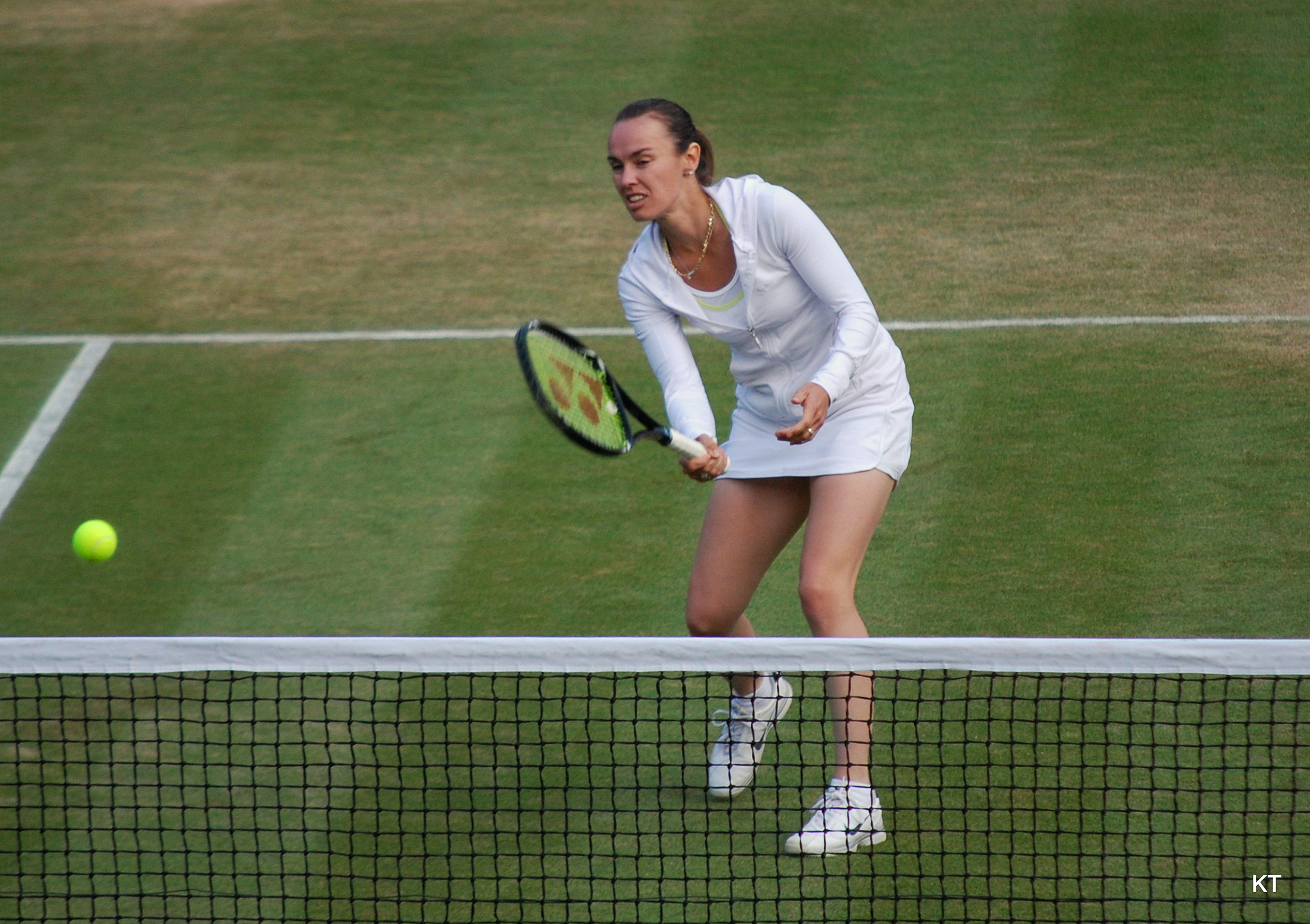
.......

### Serena contre Venus
Williams affronte sa sœur aînée Venus dans 31 matchs professionnels entre 1998 et 2022. Serena a remporté 19 rencontres et Venus en a remporté 12. Les soeurs s'affrontent quinze fois en Grand Chelem et treize fois dans d'autres tournois (dont onze finales). Elles se sont rencontrées lors de neuf finales de Grand Chelem, Serena ayant remporté sept d'entre elles. À partir de Roland-Garros 2002, elles s'affrontent dans quatre finales consécutives du Grand Chelem, la première fois que deux joueuses, qui plus est des sœurs, s'affrontent dans quatre finales consécutives en simple du Grand Chelem.

### Serena contre Justine Henin
Williams mène la série 8–6. Justine Henin et Williams se sont rencontrées 14 fois, dont cinq en finale de tournoi. Dans les tournois majeurs, elles se sont affrontées sept fois, Henin mène cette série de matchs 4–3. Leur personnalité et leur style de jeu opposé sont souvent cités comme à l'origine de cette rivalité divertissante.
En demi-finale de Roland-Garros 2003, quand à 4–2, 30–0 sur le service de Williams dans le troisième set, Henin lève la main pour indiquer qu'elle n'est pas prête à recevoir et Williams met son service dans le filet. L'arbitre ne voit pas la main levée et n'accorde pas un premier service à l'Américaine. Leur dernier match a eu lieu lors de la finale de l'Open d'Australie 2010 où Williams a gagné en trois sets pour remporter son douzième titre majeur.

### Serena contre Martina Hingis
Williams mène la série 7–6. L'une des premières rivalités de l'Américaine est celle-ci. Martina Hingis devient professionnelle un an seulement avant l'Américaine (Hingis en octobre 1994 et Williams en 1995). Elles se sont affrontées pour la première fois au tournoi de Miami de 1998 où Hingis a gagné en trois sets. Tous leurs matchs sauf un se sont joués sur un terrain dur, à l'exception d'un match sur terre battue à Rome en 1999, que Hingis a remporté en deux sets. Leur dernier match a eu lieu au tournoi de Miami en 2002 dans lequel Williams s'impose.

### Serena contre Jennifer Capriati
Williams mène la série contre Jennifer Capriati 10–7. Autrefois considérée comme l'une des meilleures rivalités du tennis féminin, la rivalité entre les deux est rude avec 12 rencontres sur 17 se déroulant en trois sets. La rivalité, à partir de 1999, commence en sens unique avec Capriati remportant quatre des cinq premiers matchs. Williams gagne les huit suivants. Les joueuses jouaient dans des styles similaires, toutes deux connues pour utiliser leur puissance et leur athlétisme pour obtenir des résultats rapides.

### Serena contre Victoria Azarenka
Williams mène la série 18–5. La rivalité commence à l'Open d'Australie 2008 et leur match le plus récent a eu lieu en demi-finale de l'US Open 2020. Williams détient un record de 10-1 en Grand Chelem. Victoria Azarenka est la seule personne à avoir remporté quatre finales de Premier contre Williams. Alors que leur rivalité est à sens unique, leurs matchs sont connus pour leur féroce compétitivité, et Azarenka est considérée comme la seule joueuse à vraiment défier Williams après la retraite de Capriati, Henin et Hingis, avec 9 de leurs matchs s'étendant sur trois sets.

### Serena contre Maria Sharapova
Williams mène la série 20–2. La paire s'est rencontrée pour la première fois au quatrième tour du tournoi de Miami en 2004, où Williams bat Sharapova 6–4, 6–3. Leur rivalité commence vraiment lors de la finale de Wimbledon 2004, où Williams pourtant double championne en titre est bousculée par la russe sur le score très strict de 6–1, 6–4. Williams perd ensuite contre Sharapova en finale des Masters de tennis féminin 2004 sur le score plus serré de 6–4, 2–6, 4–6. Depuis lors, cependant, Williams a dominé la rivalité, remportant tous leurs affrontements, avec seulement trois de leurs matchs en trois sets. Elles se sont rencontrées dix fois dans des tournois du Grand Chelem, où Williams mène 9-1, et se sont rencontrées dans 9 finales, avec Williams menant 7-2. Leur dernier match est au premier tour de l'US Open de tennis 2019, s'achevant sur la victoire de Williams sur le score dur de 6–1, 6–1 en une heure. Malgré la nature unilatérale de leur rivalité, elle est considérée comme l'une des rivalités les plus importantes du XXIe siècle, en raison de prétendus affrontements de personnalité, de styles de jeu tout aussi agressifs et d'un intérêt médiatique important.

## Controverses et prises de position

### Accusations de matchs truqués
Lorsque les deux sœurs Williams entrent dans le top dix et commencent à se rencontrer dans des tournois, des rumeurs de matchs truqués commencent à circuler. Après avoir perdu contre Venus en quarts-de-finale du tournoi d'Indian Wells en 2001, Elena Dementieva affirme lors d'une interview que Richard Williams décide des résultats des matchs entre les deux sœurs. Peu de temps après, Venus se retire de son match de demi-finale d'Indian Wells contre Serena à la dernière minute, affirmant avoir une tendinite : cet événement suscite de nombreuses spéculations dans la presse et certains fans demandent un remboursement.

### Boycott d'Indian Wells
Lors d'Indian Wells 2001, Richard Williams déclare avoir été victime de commentaires racistes dans les gradins, et le directeur du tournoi refuse de présenter au père des excuses pour la façon dont il a été traité. En conséquence, aucune des sœurs ne joue le tournoi, malgré le fait qu'il devienne obligatoire en 2009. En 2015, Serena décide de mettre fin au boycott qui dure depuis quatorze ans.

### US Open 2004
Lors de son quart de finale face à Jennifer Capriati, l'Américaine est victime de grossières et flagrantes erreurs d'arbitrage. D'abord dans le premier set, Williams mène 2-0 40-15 sur son service et envoie la balle sur la ligne de fond de court, celle-ci est donnée fausse par l'arbitre de chaise Mariana Alves qui offre le point à Capriati. Ensuite, alors que les deux joueuses sont à un set partout (2-6, 6-4) et qu'elles sont à 40-40, Serena attaque son adversaire avec un revers long de ligne. Annoncé juste par les juges de ligne, l'arbitre Alves donne malgré tout l'avantage à Capriati, lui offrant une balle de break. Excédée, Serena Williams conteste et monte au niveau de l'arbitre de chaise, qui maintient malgré les sifflements des spectateurs. Puis, dans le troisième set, à 5-4 0-15 en faveur de Capriati, Williams envoie une nouvelle fois la balle sur la ligne de fond de court. Elle est une nouvelle fois annoncée faute, permettant à Jennifer Capriati de revenir à 15-15. Enfin, toujours dans l'ultime set, à 5-4 40-40, Serena Williams frappe un coup droit pleine ligne, de nouveau annoncé faute sous les sifflements et huées des spectateurs. L'avantage est offert à Capriati, qui se voit de fait offrir une balle de match. Ce match accélère la mise en place du hawk-eye. L'arbitre Mariana Alves se voit suspendue le reste du tournoi et Serena Williams reçoit des excuses.[réf. nécessaire]

### US Open 2009
Lors de la demi-finale de l'US Open 2009 contre Kim Clijsters, Williams frappe sa raquette sur le terrain après avoir perdu le premier set. Elle reçoit un avertissement. Alors que la belge mène 4–6, 5–6, 15–30, le deuxième service de Williams est considéré comme faute, avec une supposée faute de pied, ce qui donne deux balles de match à Clijsters. Williams fait alors un geste avec sa raquette à la juge de ligne qui a annoncé la faute et lui crie dessus, avec des insultes et la menace de lui enfoncer une balle dans la gorge. Après que la juge de la ligne se soit plainte à l'arbitre de chaise, les officiels du tournoi arrivent et un échange houleux entre Williams et eux commence. Elle hurle au juge de ligne « Je n'ai pas dit que je te tuerais. Es-tu sérieuse ? » L'incident entraîne la pénalisation de Williams d'un point pour conduite antisportive‍, donnant la victoire à Clijsters. Le lendemain, Williams écope de l'amende maximale autorisée sur place de 10 000 $ (plus 500 $ pour abus de racket). Après une enquête plus approfondie, le comité des Grands Chelems lui inflige une amende de 175 000 $ au lieu de la suspendre pour le prochain majeur américain. Williams refuse d'abord de s'excuser mais y renonce en déclarant « Je voulais juste m'excuser de manière sincère parce que je suis une personne très fière, très intense et très émotive, et je voulais présenter mes sincères excuses à tous ceux que j'ai peut-être offensés ».

### US Open 2011
Dans la finale de l'US Open 2011 contre l'australienne Samantha Stosur, Williams hurle « Come on ! » alors que son adversaire allait retourner un coup droit que Williams pensait être un gagnant. L'arbitre de chaise Eva Asderaki attribue le point à Stosur sur la base de la règle qui stipule que « Si un joueur commet un acte qui empêche son adversaire d'exécuter un coup, alors, si c'est délibéré, il perdra le point ou s'il est involontaire, le point sera rejoué » Williams s'énerve contre l'arbitre de chaise et fait plusieurs gestes et commentaires insultants à son égard lors du changement. À la fin du match, l'américaine perd et refuse de serrer la main de l'arbitre. L'Américaine écope d'une amende de 2 000 $ mais n'est pas empêchée le participer au prochain US Open car « La conduite de Williams, bien qu'injurieuse verbalement, n'atteint pas le niveau d'une infraction majeure en vertu du code de conduite du Grand Chelem »

### US Open 2018
La finale de l'US Open 2018 se termine par la défaite de l'Américaine contre la jeune Naomi Osaka, future numéro un, en deux sets à la suite d’une pénalité de jeu dans le deuxième set. L'Américaine se voit infliger un avertissement pour coaching de la part de son entraîneur Patrick Mouratoglou, sanction donnée par l'arbitre de la rencontre Carlos Ramos dans le 2e jeu de la 2e manche (à 1-0, 40-15, service Osaka), ce qu'elle conteste fermement. L'Américaine reprend son sang-froid et réussit à breaker, mais se fait débreaker en commettant deux double fautes dans le même jeu, si bien qu'elle fracasse sa raquette au sol. L'arbitre lui donne alors un deuxième avertissement qui entraîne un point de pénalité (3-2, 0-15). Il s'ensuit une violente altercation avec l'arbitre de chaise : « Vous me devez des excuses ! Je n'ai jamais triché, j'essaye de donner le bon exemple à ma fille. Je n'ai jamais triché. » Elle ajoute qu'il est un « voleur » et un « menteur » et prévient « vous ne m'arbitrez plus jamais ». Carlos Ramos ne riposte pas verbalement et inflige à Serena Williams un jeu de pénalité comme l'indique le règlement. Celle-ci perd alors son sang froid et fait appel à la juge arbitre en déclarant « ce n'est pas juste. Beaucoup de joueurs en disent autant que moi et ils ne sont pas pénalisés. Parce que je suis une femme, vous me pénalisez. » Elle finit par s'incliner en deux sets et permet à Naomi Osaka de remporter son premier titre en Grand Chelem. Le coaching lui vaut 4 000 dollars d'amende, le bris de raquette : 3 000 dollars, et l'insulte : 10 000 dollars.

### Autres polémiques
Dans les premières années professionnelles de l'Américaine, les perles de cheveux portées par les sœurs Williams ont été au centre des discussions des commentateurs Chris Evert et John McEnroe, Mary Carillo les qualifiant même de « bruyants et perturbateurs ». La chercheuse Nancy E. Spencer déclare que ces commentaires qui rejetaient leurs coiffures étaient des attaques, prenant contexte dans un sport dominé par les blancs.[réf. nécessaire]
À la suite de la controverse de la finale de l'US Open 2018, le journal melbournien Herald Sun publie une caricature de la joueuse, en pleine crise de colère et brisant sa raquette. Le dessin est beaucoup critiqué, pour son contenu jugé raciste et sexiste, notamment par Alexis Ohanian, le mari de Serena Williams et par l'autrice J. K. Rowling. Les critiques critiquent surtout la représentation exagérée des lèvres de la joueuse avec un nez plat et positionné dans une configuration semblable à celle du singe. Le rédacteur en chef du magazine soutient que la caricature est injustement critiquée et le dessinateur affirme que son travail ne concerne ni la couleur ni le sexe mais le mauvais comportement de la joueuse.
En septembre 2019, un animateur roumain fait des commentaires racistes sur la joueuse en proclamant qu'elle « ressemble exactement à l'un de ces singes du zoo aux fesses rouges ». Le Conseil national roumain de lutte contre la discrimination le condamne à verser une amende d'environ 1 870 dollars pour ses propos.[réf. nécessaire]

## Palmarès
Pour les tableaux récapitulatifs :
- 0 : au moins une participation dans la catégorie et sur la surface
- — : aucune participation
- total de titres (total de titres en intérieur)

### En simple dames
Serena Williams a remporté 73 titres dont 23 Grand Chelem en simple. Elle est la 5e joueuse la plus titrée de l'ère Open et deuxième au classement du plus grand nombre de titres du Grand Chelem remportés derrière Margaret Smith Court et ses 24 succès.
| Catégorie \ Surface  | Dur    | Terre | Gazon | Moquette | Total  |
| -------------------- | ------ | ----- | ----- | -------- | ------ |
| Grand Chelem         | 13     | 3     | 7     | —        | 23     |
| Jeux olympiques      | 0      | —     | 1     | —        | 1      |
| Masters              | 5 (4)  | —     | —     | —        | 5 (4)  |
| PREMIER * (ap. 2008) | 4      | 2     | —     | —        | 6      |
| Premier 5 (ap. 2008) | 4      | 3     | —     | —        | 7      |
| Premier (ap. 2008)   | 5      | 2     | —     | —        | 7      |
| Intern'l (ap. 2008)  | 1      | 1     | —     | —        | 2      |
| Tier I (av. 2009)    | 9 (1)  | 2     | —     | 0        | 11     |
| Tier II (av. 2009)   | 7      | 0     | —     | 4 (4)    | 11     |
| Total                | 47 (5) | 13    | 8     | 4 (4)    | 73 (9) |

Serena Williams a perdu 25 finales en simple dans sa carrière :
| Catégorie \ Surface  | Dur    | Terre | Gazon | Moquette | Total  |
| -------------------- | ------ | ----- | ----- | -------- | ------ |
| Grand Chelem         | 5      | 1     | 4     | —        | 10     |
| Jeux olympiques      | 0      | —     | 0     | —        | 0      |
| Masters              | 2 (2)  | —     | —     | —        | 2 (2)  |
| PREMIER * (ap. 2008) | 2      | 0     | —     | —        | 2      |
| Premier 5 (ap. 2008) | 3      | 0     | —     | —        | 3      |
| Premier (ap. 2008)   | 1      | 0     | —     | —        | 1      |
| Tier I (av. 2009)    | 2      | 2     | —     | 1 (1)    | 5 (1)  |
| Tier II (av. 2009)   | 1      | 0     | —     | 1 (1)    | 2 (1)  |
| Total                | 16 (2) | 3     | 4     | 2 (2)    | 25 (4) |

### En double dames
Serena Williams a remporté 23 titres en double dont 14 du Grand Chelem, tous avec sa sœur aînée Venus Williams. Ce qui fait d'elles la 2e (ex-aequo avec Natasha Zvereva & Gigi Fernández) meilleure paire de double féminin de l'ère open en Grand Chelem.
| Catégorie \ Surface  | Dur    | Terre | Gazon | Moquette | Total  |
| -------------------- | ------ | ----- | ----- | -------- | ------ |
| Grand Chelem         | 6      | 2     | 6     | —        | 14     |
| Jeux olympiques      | 2      | —     | 1     | —        | 3      |
| Masters              | 0      | —     | —     | —        | 0      |
| PREMIER * (ap. 2008) | —      | 1     | —     | —        | 1      |
| Premier 5 (ap. 2008) | 0      | 0     | —     | —        | 0      |
| Premier (ap. 2008)   | 1      | 0     | —     | —        | 1      |
| Tier I (av. 2009)    | 0      | 0     | —     | 1 (1)    | 1 (1)  |
| Tier II (av. 2009)   | 0      | 0     | —     | 2 (2)    | 2 (2)  |
| Tier III (av. 2009)  | 1 (1)  | —     | —     | —        | 1 (1)  |
| Total                | 10 (1) | 3     | 7     | 3 (3)    | 23 (4) |

## Classements WTA en fin de saison

### En simple
| Année | 1997 | 1998 | 1999 | 2000 | 2001 | 2002 | 2003 | 2004 | 2005 | 2006 | 2007 | 2008 | 2009 | 2010 | 2011 | 2012 | 2013 | 2014 | 2015 | 2016 | 2017 | 2018 | 2019 | 2020 | 2021 |
| Rang  | 99   | 20   | 4    | 6    | 6    | 1    | 3    | 7    | 11   | 95   | 7    | 2    | 1    | 4    | 12   | 3    | 1    | 1    | 1    | 2    | 22   | 16   | 10   | 11   | 41   |

Source : (en) Classements de Serena Williams sur le site officiel de la Fédération internationale de tennis

### En double
| Année | 1997 | 1998 | 1999 | 2000 | 2001 | 2002 | 2003 | 2004 | 2005 | 2006 | 2007 | 2008 | 2009 | 2010 | 2011 | 2012 | 2013 | 2014 | 2015 | 2016 | 2017 | 2018 | 2019 | 2020 | 2021 |
| Rang  | 121  | 36   | 10   | 54   | 54   | 25   | -    | -    | -    | -    | -    | 28   | 3    | 11   | -    | 31   | 63   | 133  | -    | 30   | -    | 292  | -    | 397  | 431  |

Source : (en) Classements de Serena Williams sur le site officiel de la Fédération internationale de tennis

### Périodes au rang de numéro un mondiale
| # | Précédée par      | Dates                   | Suivie par         | Nombre de semaines | Cumul |
| - | ----------------- | ----------------------- | ------------------ | ------------------ | ----- |
| 1 | Venus Williams    | 08/07/2002 - 10/08/2003 | Kim Clijsters      | 57                 | 57    |
| 2 | Ana Ivanović      | 08/09/2008 - 05/10/2008 | Jelena Janković    | 4                  | 61    |
| 3 | Jelena Janković   | 02/02/2009 - 19/04/2009 | Dinara Safina      | 11                 | 72    |
| 4 | Dinara Safina     | 12/10/2009 - 25/10/2009 | Dinara Safina      | 2                  | 74    |
| 5 | Dinara Safina     | 02/11/2009 - 10/10/2010 | Caroline Wozniacki | 49                 | 123   |
| 6 | Victoria Azarenka | 18/02/2013 - 11/09/2016 | Angelique Kerber   | 186                | 309   |
| 7 | Angelique Kerber  | 30/01/2017 - 19/03/2017 | Angelique Kerber   | 7                  | 316   |
| 8 | Angelique Kerber  | 24/04/2017 - 14/05/2017 | Angelique Kerber   | 3                  | 319   |

Avec 319 semaines au sommet du classement WTA, Serena Williams est la 3e joueuse à avoir passé le plus de temps no 1 mondiale après Steffi Graf (377 semaines) et Martina Navrátilová (332 semaines). Elle codétient, avec Steffi Graf, le record du nombre de semaines consécutives passées au sommet du classement avec 186 semaines.
| # | Précédée par | Dates                   | Suivie par   | Nombre de semaines | Cumul |
| - | ------------ | ----------------------- | ------------ | ------------------ | ----- |
| 1 | Liezel Huber | 07/06/2010 - 01/08/2010 | Liezel Huber | 8                  | 8     |

## Parcours dans les grandes compétitions
Serena Williams détient le record (à égalité avec Steffi Graf) de 29 titres majeurs en simple (23 Grand Chelem, 5 Masters et 1 J.O). Ci-dessous ces résultats dans les tournois majeurs par année :
| Année            | 1998 | 1999 | 2000 | 2001 | 2002 | 2003 | 2004 | 2005 | 2006 | 2007 | 2008 | 2009 | 2010 | 2011 | 2012                           | 2013 | 2014 | 2015 | 2016 | 2017 | 2018 | 2019 | 2020 | 2021  | 2022  |
| ---------------- | ---- | ---- | ---- | ---- | ---- | ---- | ---- | ---- | ---- | ---- | ---- | ---- | ---- | ---- | ------------------------------ | ---- | ---- | ---- | ---- | ---- | ---- | ---- | ---- | ----- | ----- |
| Open d'Australie | 2e T | 3e T | 1/8  | 1/4  | -    | V    | -    | V    | 3e T | V    | 1/4  | V    | V    | -    | 1/8                            | 1/4  | 1/8  | V    | F    | V    | -    | 1/4  | 3e T | 1/2   | -     |
| Roland-Garros    | 1/8  | 3e T | -    | 1/4  | V    | 1/2  | 1/4  | -    | -    | 1/4  | 3e T | 1/4  | 1/4  | -    | 1er T                          | V    | 2e T | V    | F    | -    | 1/8  | 3e T | 2e T | 1/8   | -     |
| Wimbledon        | 3e T | -    | 1/2  | 1/4  | V    | V    | F    | 3e T | -    | 1/4  | F    | V    | V    | 1/8  | V                              | 1/8  | 3e T | V    | V    | -    | F    | F    | N-O  | 1er T | 1er T |
| US Open          | 3e T | V    | 1/4  | F    | V    | -    | 1/4  | 1/8  | 1/8  | 1/4  | V    | 1/2  | -    | F    | V                              | V    | V    | 1/2  | 1/2  | -    | F    | F    | 1/2  | -     | 3e T  |
| Masters          | -    | -    | -    | V    | F    | -    | F    | -    | -    | RR   | RR   | V    | -    | -    | V                              | V    | V    | -    | -    | -    | -    | -    | N-O  | -     | -     |
| J.O.             | N-O  | N-O  | -    | N-O  | N-O  | N-O  | -    | N-O  | N-O  | N-O  | 1/4  | N-O  | N-O  | N-O  | Médaille d'or, Jeux olympiques | N-O  | N-O  | N-O  | 1/8  | N-O  | N-O  | N-O  | N-O  | -     | N-O   |

### Victoires (23)
| Année | Tournoi              | Adversaire en finale | Score          |
| 1999  | US Open              | Martina Hingis       | 6-3, 7-6       |
| 2002  | Roland-Garros        | Venus Williams       | 7-5, 6-3       |
| 2002  | Wimbledon            | Venus Williams       | 7-64, 6-3      |
| 2002  | US Open (2)          | Venus Williams       | 6-4, 6-3       |
| 2003  | Open d'Australie     | Venus Williams       | 7-64, 3-6, 6-4 |
| 2003  | Wimbledon (2)        | Venus Williams       | 4-6, 6-4, 6-2  |
| 2005  | Open d'Australie (2) | Lindsay Davenport    | 2-6, 6-3, 6-0  |
| 2007  | Open d'Australie (3) | Maria Sharapova      | 6-1, 6-2       |
| 2008  | US Open (3)          | Jelena Janković      | 6-4, 7-5       |
| 2009  | Open d'Australie (4) | Dinara Safina        | 6-0, 6-3       |
| 2009  | Wimbledon (3)        | Venus Williams       | 7-63, 6-2      |
| 2010  | Open d'Australie (5) | Justine Henin        | 6-4, 3-6, 6-2  |
| 2010  | Wimbledon (4)        | Vera Zvonareva       | 6-3, 6-2       |
| 2012  | Wimbledon (5)        | Agnieszka Radwańska  | 6-1, 5-7, 6-2  |
| 2012  | US Open (4)          | Victoria Azarenka    | 6-2, 2-6, 7-5  |
| 2013  | Roland-Garros (2)    | Maria Sharapova      | 6-4, 6-4       |
| 2013  | US Open (5)          | Victoria Azarenka    | 7-5, 6-76, 6-1 |
| 2014  | US Open (6)          | Caroline Wozniacki   | 6-3, 6-3       |
| 2015  | Open d'Australie (6) | Maria Sharapova      | 6-3, 7-65      |
| 2015  | Roland-Garros (3)    | Lucie Šafářová       | 6-3, 6-72, 6-2 |
| 2015  | Wimbledon (6)        | Garbiñe Muguruza     | 6-4, 6-4       |
| 2016  | Wimbledon (7)        | Angelique Kerber     | 7-5, 6-3       |
| 2017  | Open d'Australie (7) | Venus Williams       | 6-4, 6-4       |

### Finales (10)
| Année | Tournoi          | Adversaire en finale | Score         |
| 2001  | US Open          | Venus Williams       | 2-6, 4-6      |
| 2004  | Wimbledon        | Maria Sharapova      | 1-6, 4-6      |
| 2008  | Wimbledon (2)    | Venus Williams       | 5-7, 4-6      |
| 2011  | US Open (2)      | Samantha Stosur      | 2-6, 3-6      |
| 2016  | Open d'Australie | Angelique Kerber     | 4-6, 6-3, 4-6 |
| 2016  | Roland-Garros    | Garbiñe Muguruza     | 5-7, 4-6      |
| 2018  | Wimbledon (3)    | Angelique Kerber     | 3-6, 3-6      |
| 2018  | US Open (3)      | Naomi Osaka          | 2-6, 4-6      |
| 2019  | Wimbledon (4)    | Simona Halep         | 2-6, 2-6      |
| 2019  | US Open (4)      | Bianca Andreescu     | 3-6, 5-7      |

### En «Premier Mandatory» et «Premier 5»
Les tournois WTA « Premier Mandatory » et « Premier 5 » (entre 2009 et 2020) et WTA 1000 (à partir de 2021) constituent les catégories d'épreuves les plus prestigieuses, après les quatre levées du Grand Chelem.

## Héritage
Williams est considérée comme l'une des meilleures joueuses de tennis de tous les temps,,,,,. En 2017, les utilisateurs de BBC Sport choisissent Williams comme la plus grande joueuse de tennis de l'ère open. La présentatrice de la BBC et ancienne championne de Roland-Garros, Sue Barker, déclare que : « Serena est la meilleure parce que cette époque est tellement plus compétitive que les époques précédentes. Le rythme qu'elle génère – son service est sans aucun doute le meilleur de tous les temps – combiné à son mouvement et sa puissance, elle pousse constamment ses adversaires en arrière ». Beaucoup de commentateurs, joueurs et écrivains sportifs considèrent Williams comme la plus grande joueuse de tennis de tous les temps. En 2018, Roger Federer déclare que le joueur le plus méritant d'être nommé Greatest of All Time était Serena Williams, hommes et femmes confondus. En 2020, Tennis Channel classe Williams comme la plus grande joueuse de tennis de tous les temps. En 2022, John McEnroe décrit Williams comme une « icône » et la « GOAT des GOAT » (GOAT signifiant Greatest Of All Time, traduisible par « meilleure des meilleurs »).
Au côté de sa sœur, Williams est considérée comme étant la pionnière de la diversité au tennis. Martin Blackman, directeur général du développement des joueurs de la fédération américaine de tennis déclare que :

« Tout commence avec Vénus et Serena. L'effet de démonstration. Le pouvoir de voir deux filles afro-américaines avec des tresses en finale des plus grands tournois du monde dans un sport à prédominance blanche. Juste un impact énorme qui ne peut vraiment pas être sous-estimé. Cela a attiré des milliers de filles dans le sport, pas seulement afro-américaines, mais de tous horizons et de toutes couleurs »

De nombreuses joueuses de tennis affirment que Serena les a inspirées et qu'elle est à l'origine de leur passion pour le tennis. Sloane Stephens, Coco Gauff, Naomi Osaka la remercient, disant qu'elles n'auraient jamais pris une raquette si Serena n'avait pas existé.
L'équipe américaine de football, lors de son premier match de mars 2019, portent un maillot avec le nom d'une femme qui les inspire ; Crystal Dunn choisit celui de Serena Williams.
En décembre 2019, l'Associated Press nomme Serena Williams athlète féminine de la décennie 2010.

## Grands faits de carrière et records
- Serena est la 5e joueuse de l'histoire à remporter les 4 tournois du grand chelem en simple et en double (après Doris Hart, Shirley Fry, Margaret Court et Martina Navrátilová) et la 1re à remporter les 4 tournois du grand chelem et l'or Olympique (appelé « Grand Chelem doré ») en carrière en simple et en double.
- Elle est la 3e joueuse dans l'histoire (après Helen Willis en 1924 et Venus Williams en 2000) à remporter l'or Olympique en simple et en double la même année (en 2012).

### En simple
- Deuxième joueuse à remporter le Masters (créé en 1972) dès sa 1re participation (en 2001), après Chris Evert, gagnante de la première édition.
- Elle remporte un tournoi du grand chelem sans être tête de série, classée no 81 à la WTA au début de l'Open d'Australie 2007.
- Seule joueuse à avoir remporté 3 grands chelem en sauvant des balles de match[354]:
  - 2 balles de match en demi finale contre Kim Clijsters à l'Open d'Australie 2003
  - 3 balles de match en demi finale contre Maria Sharapova à l'Open d'Australie 2005
  - 1 balle de match en demi finale contre Elena Dementieva à Wimbledon en 2009.
- En remportant l'Open d'Australie en 2003, elle devient la 6e joueuse (ère Open) à réaliser
- Elle codétient le record (ère Open) de 6 titres à l'US Open (avec Chris Evert).
- Elle détient le record (ère Open) de 7 titres à l'Open d'Australie
- Elle est l'unique personne dans l'histoire (hommes et femmes) à avoir remporté au moins 6 fois trois des tournois du grand chelem en simple.
- Elle est l'unique personne dans l'histoire (hommes et femmes) à avoir remporté au moins 10 titres du grand chelem en simple sur deux décennies (10 de 2000 à 2009 et 11 depuis 2010).
- 2e joueuse de l'histoire (après Martina Navrátilová) à remporter des titres du grand chelem en simple sur 3 décennies différentes : années 1990, 2000 et 2010.
- Seule joueuse de l'ère Open à avoir remporté plus de 60 matchs dans chaque tournoi du grand chelem en simple.
- Plus vieille joueuse de l'histoire à avoir détenu les 4 tournois du grand chelem en simple (33 ans et 11 mois avant le début de l'US Open 2015).
- Seule personne (hommes et femmes) à avoir réalisé un grand chelem doré en carrière après 30 ans (Wimbledon en 2012, l'or Olympique en 2012, l'US Open en 2012, Roland Garros en 2013 et l'Open d'Australie en 2015).
- Lors de l'US Open 2016, Williams engrange sa 308e victoire en grand chelem en simple en carrière, c'est la meilleure marque de l'histoire hommes et femmes confondues : Martina Navrátilová comptant ses 306 victoires et Roger Federer ses 307[355].
- Pendant 11 années consécutives, Serena Williams bat un record historique dans toute l’histoire du tennis, elle bat la joueuse de tennis Maria Sharapova 17 fois d’affilée.

### En double
Note : Serena Williams ne joue en double qu'avec sa sœur ainée Venus durant les tournois du Grand Chelem. Tous les faits et records concernent donc cette paire.
- En remportant l'Open d'Australie en 2001, elles forment la 5e paire réalisant le grand chelem en carrière dans l'histoire du tennis et la 1re à réaliser le grand chelem doré.
- 1re paire dans l'histoire (hommes et femmes confondus) à réaliser un double Grand Chelem doré en carrière : Open d'Australie en 2001 et 2003, Roland-Garros en 1999 et 2010, Wimbledon en 2000 et 2002, US Open en 1999 et 2009 et or olympique en 2000 et 2008.
- Seule paire de l'histoire (hommes et femmes confondus) à avoir 3 titres olympiques.

## Distinctions
- Championne des champions mondiaux par le journal L'Équipe en 2012, 2013 et 2015.
- Sportive de l'année par la fondation Laureus en 2003, 2010, 2016 et 2018.

## Vie privée
Serena Williams se fiance avec Alexis Ohanian, cofondateur de Reddit, le 29 décembre 2016.
Le 1er septembre 2017, elle accouche de son premier enfant, Alexis Olympia Ohanian Jr.
Elle épouse Alexis Ohanian le 16 novembre 2017 à La Nouvelle-Orléans en Louisiane, avec la présence de stars comme la chanteuse Beyoncé, la star de la téléréalité Kim Kardashian ou l'actrice Eva Longoria.
En août 2023, elle donne naissance à une deuxième fille, Adira River Ohanian,.
Serena Williams est Témoin de Jéhovah, convertie par sa mère dans les années 1980.
En 2004, elle crée sa propre marque de vêtements sous le nom de Aneres (Serena à l'envers) et en 2018, une nouvelle marque appelée cette fois-ci Serena.

## Filmographie
Sauf indication contraire, les informations mentionnées dans cette section peuvent être confirmées par la base de données cinématographiques IMDb,  présente dans la section « Liens externes ».

### Cinéma
- 2015 : Pixels de Chris Columbus : elle-même
- 2022 : Glass Onion : Une histoire à couteaux tirés (Glass Onion: A Knives Out Mystery) de Rian Johnson : elle-même
- 2023 : La Pat' Patrouille : La Super Patrouille, le film (PAW Patrol: The Mighty Movie) de Cal Brunker : Yoga Yvette (voix)

Par ailleurs, dans La Méthode Williams (2021) de Reinaldo Marcus Green, elle est interprétée par Demi Singleton.

### Télévision
- 2002 : Ma famille d'abord (My Wife and Kids) - saison 3, épisode 7 : Mlle Wiggins
- 2004 : New York, unité spéciale (Law & Order: Special Victims Unit) - saison 5, épisode 12 : Chloe Spiers

### Filmographie
- Sonia Dauger, Venus & Serena. Ces icônes que l'Amérique ne voulait pas voir, France, 2023, 52 minutes (Arte).